# Musikåret 2011

## Händelser
- 12 januari – Cold Heat av Anders Hillborg uruppförs av Berlinerfilharmonikerna under ledning av David Zinman.
- 24 januari – Ademas sångare Mark Chavez lämnar bandet för andra gången.[1]

- 11 februari – Det kanadensiska indierockbandet Immaculate Machine meddelar att man lägger ned bandet.[2]

- 12 mars – Låten Popular framförd av Eric Saades vinner Melodifestivalen.[3]
- 27 mars – Shania Twain upptas i Canadian Music Hall of Fame då Juno Awards delas ut.[4] I en backstageintervju bekräftar hon att hon börjat spela in nya låtar, och förbereder sig för att åka på turné.[4]

- 3 april – LCD Soundsystem uppträder i Madison Square Garden, New York för sin sista konsert.[5]
- 19 april – Skådespelaren Jeff Bridges skriver skivkontrakt med jazzbolaget Blue Note.[6] Han kommer arbeta med producenten T-Bone Burnett och skall släppa sitt debutalbum 2011.[6] Jeff Bridges har tidigare vunnit en Oscar för att ha spelat countryartist.[6]

- 4 maj – SVT meddelar att Dansbandskampen läggs ned.[7]
- 14 maj – Låten Running Scared framförd av Eldar & Nigar vinner Eurovision Song Contest i Düsseldorf, Tyskland.[8]
- 25 maj – Scotty McCreery vinner tionde säsongen av American Idol.[9]
- 6 juni – Paul Curran meddelar att han skall sluta som chef för Norges nationalopera[10].
- 23 juni – TV 4 Plus börjar sända Allsång på gränsen.[11]
- 28 juni – Måns Zelmerlöw blir ny programledare för Allsång på Skansen.[12]

- 17 juli – Bandet Cheap Tricks medlemmar klarar sig oskadda då scenen kollapsar under deras uppträdande på Cisco Bluesfest i Ottawa.[13]

- 1 augusti – Saskatoonbandet The Sheepdogs utses till vinnare i tidskriften Rolling Stone's tävling "Do You Wanna Be a Rock & Roll Star" för rockband utan skivkontrakt.[14]
- 7 augusti – Alcazar gör på Stockholm Pride sitt sista liveframträdande någonsin.[15][16]
- 13 augusti – Fyra personer omkommer då en scen kollapsar när countryduon Sugarland uppträder på en mässa i Indiana.[17]

- 11 november – Konserthuset Spira invigs i Jönköping.[18]

- 9 december – Amanda Fondell vinner Idol före Robin Stjernberg. Vinnarlåten heter "All This Way".[19]
- 22 december –  Svenska dansbandet Thorleifs meddelar att man lägger ner orkestern kommande år.[20]

## Priser och utmärkelser
- 17 januari: Grammisgalan[21]
- 20 januari: Johnny Bode-stipendiet – Leif Carlsson
- 22 januari: P3 Guld[22]
- 28 januari: Årets kör – Vocado[23]
- 2 februari: Litteris et Artibus - Malena Ernman, Peter Mattei, Lucia Negro, Susanne Rydén, Ingemar Månsson, Lena Willemark, Mats Bergström[24]
- 3 februari: Ceciliapriset – Gustaf Sjökvist
- 4 februari: Manifestgalan[25]
- 9 mars: Ted Gärdestadstipendiet – Albin Gromer
- 10 mars: Jussi Björlingstipendiet – Hanna Husáhr
- 16 mars: Birgit Nilsson-priset – Riccardo Muti[26]
- 21 mars: Schockpriset – Andrew Manze[27]
- 25 mars: Jazzkatten[28]
- 15 april: Alice Babs Jazzstipendium – Erik Lindeborg[29]
- 16 april: Birgit Nilsson-stipendiet – Anneli Lindfors och Joachim Bäckström[30]
- 2 maj: Lunds Studentsångförenings solistpris – Anna Larsson
- 5 maj: Ulla Billquist-stipendiet – Pernilla Andersson[31]
- 10 maj: Hjördis Schymberg-stipendiet – Marianne Hellgren-Staykov[32]
- 31 maj: Guldnålen – Helge Albin[33]
- 1 juni: Nordiska rådets musikpris – Mats Gustafsson[34]
- 14 juni: Lars Gullin-priset – Bosse Broberg[35]
- 15 juni: Jan Johansson-stipendiet – Bengt Berger[36]
- 14 juli: Anita O'Day-priset – Vocalettes
- 16 juli: Fred Åkerström-stipendiet – Bengt Sändh[37]
- 7 augusti: Cornelis Vreeswijk-stipendiet – Olle Ljungström[38]
- 17 augusti: Svenska Dagbladets operapris – Örjan Andersson[39]
- 30 augusti: Polarpriset - Patti Smith och Kronoskvartetten[40]
- 5 september: Monica Zetterlund-stipendiet – Jan Allan och Maria Winther[41]
- 13 oktober: Atterbergpriset – Sten Melin
- 14 oktober: Jenny Lind-stipendiet – Rebecca Rasmussen[42]
- 18 oktober: Platinagitarren – Lykke Li[43]
- 21 oktober: Årets körledare – Ove Gotting[44]
- 24 oktober: Årets barn- och ungdomskörledare – Daniela Nyström
- 31 oktober: Crusellstipendiet – Marie Rosenmir[45]
- 15 november: Kungliga Musikaliska Akademiens Interpretpris – Dan Laurin[46]
- 19 november: Stora Christ Johnson-priset – Victoria Borisova-Ollas
- 21 november: Kungliga Musikaliska Akademiens Jazzpris – Fredrik Ljungkvist[47]
- 23 november: Tonsättarpriset till Bo Wallners minne – Marie Samuelsson[48]
- 24 november: Tidskriften Operas Operapris – Läckö Slottsopera[49]
- 29 november: Medaljen för tonkonstens främjande – Gunilla von Bahr, Ole Hjorth, Irène Mannheimer, Märta Schéle, Dan-Olof Stenlund och Martin Tegen
- 1 december: Göran Lagervalls Musikstipendium – Gunnar Spjuth
- 18 december: Spelmannen – Åke Holmquist[50]
- 20 december: Rosenbergpriset – Hanna Hartman[51]

## Årets album
Vänligen sortera soloartister på efternamn, musikgrupper på förstabokstaven (utan engelskans "The" och "A")

### A - G
- Adele - 21[52]
- Mattias Alkberg - Anarkist[53]
- Tori Amos – Night of Hunters[54]
- Hans Appelqvist – Sjunga slutet nu[55]
- Arch Enemy – Khaos Legions[56]
- Arctic Monkeys - Suck It and See[57]
- Azure Blue - Rule of Thirds[58]
- Beastie Boys - Hot Sauce Committe Part Two[59]
- Beyoncé - 4[60]
- Björk – Biophilia[61]
- The Black Keys - El Camino[62]
- Mary J. Blige – My Life II... The Journey Continues (Act 1)[63]
- Blondie - Panic of Girls
- bob hund - Det överexponerade gömstället[64]
- Kate Bush - 50 Words for Snow[65]
- Coldplay - Mylo Xyloto[66]
- The Culture In Memoriam - Rest in Pieces[67]
- Kikki Danielsson – Första dagen på resten av mitt liv[68]
- Henric de la Cour - Henric de la Cour[69]
- Deicide – To Hell with God[70]
- Deportees - Islands & Shores[71]
- Elisas – Det här är bara början[72]
- Fleet Foxes - Helplessness Blues[73]
- Foo Fighters - Wasting Light[74]
- Franska Trion - Våra mest älskade julsånger[75]
- Charlotte Gainsbourg - Stage Whisper[76]
- Elvana Gjata – Afër dhe larg
- Gorillaz - The Fall[77]
- Kajsa Grytt - En kvinna under påverkan[78]
- Sofia Karlsson – Levande

### H - R
- The Horrors - Skying[79]
- In Flames - Sounds of a Playground Fading
- Jay-Z & Kanye West - Watch The Throne[80]
- Jonathan Johansson - Klagomuren[81]
- Kite - IV[82]
- Lady Gaga – Born This Way[83]
- Kendrick Lamar - Section.80
- Larz-Kristerz – Från Älvdalen till Nashville
- Lasse Stefanz – Cuba Libre[84]
- Lauri – New World
- Lykke Li - Wounded Rhymes[85]
- Looptroop Rockers – Professional Dreamers[86]
- Veronica Maggio - Satan i gatan[87]
- Edda Magnason – Goods[88]
- Metallica & Lou Reed - Lulu[89]
- Sanna Nielsen – I'm in Love[90]
- Daniel Norgren – Black Vultures
- Gilbert O'Sullivan – Gilbertville
- Of Monsters and Men - My Head is an Animal
- Pascal & Mattias Alkberg - Allt det här[91]
- R.E.M. - Collapse Into Now[92]
- Radiohead - The King of Limbs[93]
- Rebecca & Fiona - I Love You, Man![94]
- Red Hot Chili Peppers – I'm with You[95]
- Rihanna - Talk That Talk[96]
- Roxette – Charm School [97]

### S - Ö
- Sahara Hotnights - Sahara Hotnights[98]
- Danny Saucedo – In the Club[99]
- Ed Sheeran - +
- Paul Simon – So Beautiful or So What[100]
- St. Vincent - Strange Mercy[101]
- PJ Harvey - Let England Shake[102]
- The Sounds - Something to Die For[103]
- Britney Spears - Femme Fatale[104]
- The Strokes - Angles[105]
- Säkert! – Säkert! på engelska[106]
- Timbuktu - Sagolandet[107]
- Viktoria Tolstoy – Letters to Herbie[108]
- Triakel – Ulrikas minne – visor från Frostviken[109]
- Vånna Inget - Allvar[110]
- Tom Waits - Bad As Me[111]
- The War On Drugs - Slave Ambient[112]

## Årets album på Sverigetopplistan
Listar samtliga album som legat på Sverigetopplistan för första gången 2011, datum för första placering, högsta placering, datum för högsta placering på listan, samt eventuell guld/platinacertifiering och datum för densamma.
| Datum      | Artist                                      | Titel                                                | Topp            | Guld/Platina             |
| ---------- | ------------------------------------------- | ---------------------------------------------------- | --------------- | ------------------------ |
| 2011-01-10 | Keep Company                                | Keep Company                                         | 35 (2011-01-10) | X                        |
| 2011-01-10 | Daft Punk                                   | Tron: Legacy                                         | 45 (2011-01-10) | X                        |
| 2011-01-21 | Social Distortion                           | Hard Times and Nursery Rhymes                        | 11 (2011-01-21) | X                        |
| 2011-01-21 | Covenant                                    | Modern Ruin                                          | 31 (2011-01-21) | X                        |
| 2011-01-21 | Magnum                                      | The Visitation                                       | 28 (2011-01-28) | X                        |
| 2011-01-21 | The Decemberists                            | The King Is Dead                                     | 23 (2011-01-28) | X                        |
| 2011-01-28 | White Lies                                  | Ritual                                               | 12 (2011-01-28) | X                        |
| 2011-01-28 | Iron & Wine                                 | Kiss Each Other Clean                                | 24 (2011-02-04) | X                        |
| 2011-01-28 | Alexis Weak                                 | Till minne av                                        | 47 (2011-01-28) | X                        |
| 2011-01-28 | Anna Calvi                                  | Anna Calvi                                           | 55 (2011-01-28) | X                        |
| 2011-02-04 | Eldkvarn                                    | Stans bästa band                                     | 01 (2011-02-04) | Platina (2011-11-11)     |
| 2011-02-04 | Adele                                       | 21                                                   | 01 (2011-10-14) | Platina x 2 (2012-02-17) |
| 2011-02-04 | Lisa Miskovsky                              | Violent Sky                                          | 04 (2011-02-04) | X                        |
| 2011-02-04 | Lustans Lakejer                             | Elixir                                               | 06 (2011-02-04) | X                        |
| 2011-02-04 | Hans Husby                                  | I ljuset av Cornelis                                 | 22 (2011-02-04) | X                        |
| 2011-02-04 | Sebastian Wijk                              | Down Below                                           | 32 (2011-02-04) | X                        |
| 2011-02-04 | Katana                                      | Heads Will Roll                                      | 42 (2011-02-04) | X                        |
| 2011-02-04 | Dirty Passion                               | Different Tomorrow                                   | 43 (2011-02-04) | X                        |
| 2011-02-04 | Mean Streak                                 | Declaration of War                                   | 50 (2011-02-04) | X                        |
| 2011-02-04 | Eva Cassidy                                 | Simply Eva                                           | 25 (2011-02-11) | X                        |
| 2011-02-11 | John Lindberg Rockabilly Trio               | Made for Rock 'n' Roll                               | 02 (2011-02-11) | X                        |
| 2011-02-11 | Bullet                                      | Highway Pirates                                      | 03 (2011-02-11) | X                        |
| 2011-02-11 | Josefin Glenmark                            | Better Days                                          | 10 (2011-02-11) | X                        |
| 2011-02-11 | Patrik's Combo                              | De é okej                                            | 17 (2011-02-11) | X                        |
| 2011-02-11 | Marianne Faithfull                          | Horses and High Heels                                | 34 (2011-02-11) | X                        |
| 2011-02-11 | Kurt Elling                                 | The Gate                                             | 44 (2011-02-11) | X                        |
| 2011-02-11 | Kaizers Orchestra                           | Violeta, Violeta Vol. 1                              | 45 (2011-02-11) | X                        |
| 2011-02-18 | Elisas                                      | Det här är bara början                               | 01 (2011-02-18) | Guld (2011-05-13)        |
| 2011-02-18 | Roxette                                     | Charm School                                         | 02 (2011-02-18) | Guld (2011-03-04)        |
| 2011-02-18 | Bruno Mars                                  | Doo-Wops & Hooligans                                 | 06 (2011-02-18) | X                        |
| 2011-02-18 | Lars Eriksson                               | Rust & Golden Dust                                   | 24 (2011-02-18) | X                        |
| 2011-02-18 | James Blake                                 | James Blake                                          | 33 (2011-02-18) | X                        |
| 2011-02-18 | Drive-By Truckers                           | Go-Go Boots                                          | 43 (2011-02-18) | X                        |
| 2011-02-18 | PJ Harvey                                   | Let England Shake                                    | 06 (2011-02-25) | X                        |
| 2011-02-18 | Mando Diao                                  | MTV Unplugged – Above and Beyond                     | 46 (2011-02-18) | X                        |
| 2011-02-18 | Cut Copy                                    | Zonoscope                                            | 48 (2011-02-18) | X                        |
| 2011-02-18 | Maria Callas                                | Immortal Opera Arias                                 | 38 (2011-03-18) | X                        |
| 2011-02-25 | September                                   | Love CPR                                             | 01 (2011-02-25) | Platina x 2 (2012-05-18) |
| 2011-02-25 | Me and My Army                              | Thank God for Sending Demons                         | 07 (2011-02-25) | X                        |
| 2011-02-25 | Andreas Mattsson                            | Kick Death's Ass                                     | 24 (2011-02-25) | X                        |
| 2011-02-25 | Bright Eyes                                 | The People's Key                                     | 39 (2011-02-25) | X                        |
| 2011-02-25 | Gary Moore                                  | The Platinum Collection                              | 45 (2011-02-25) | X                        |
| 2011-02-25 | Peter Johannesson & Max Schultz             | Johannesson & Schultz                                | 49 (2011-02-25) | X                        |
| 2011-02-25 | Mogwai                                      | Hardcore Will Never Die, But You Will                | 57 (2011-02-25) | X                        |
| 2011-03-04 | Mustasch                                    | The New Sound of the True Best                       | 02 (2011-03-04) | X                        |
| 2011-03-04 | The Ark                                     | Arkeology                                            | 03 (2011-03-04) | X                        |
| 2011-03-04 | Sator                                       | Under the Radar                                      | 07 (2011-03-04) | X                        |
| 2011-03-04 | Evergrey                                    | Glorious Collision                                   | 08 (2011-03-04) | X                        |
| 2011-03-04 | Rumer                                       | Seasons of My Soul                                   | 13 (2011-03-04) | X                        |
| 2011-03-04 | Thomas Di Leva                              | Hjärtat vinner alltid                                | 08 (2011-03-25) | X                        |
| 2011-03-04 | Magnus Öström                               | Thread of Life                                       | 17 (2011-03-04) | X                        |
| 2011-03-04 | Rebecka Törnqvist                           | Scorpions                                            | 25 (2011-03-04) | X                        |
| 2011-03-04 | Carl Norén                                  | Owls                                                 | 29 (2011-03-04) | X                        |
| 2011-03-04 | Avishai Cohen                               | Seven Seas                                           | 31 (2011-03-04) | X                        |
| 2011-03-04 | Beady Eye                                   | Different Gear, Still Speeding                       | 21 (2011-03-11) | X                        |
| 2011-03-04 | Syket                                       | With Love                                            | 48 (2011-03-11) | X                        |
| 2011-03-04 | Kebnekajse                                  | Idioten                                              | 51 (2011-03-04) | X                        |
| 2011-03-04 | Toto                                        | The Essential Toto                                   | 56 (2011-03-04) | X                        |
| 2011-03-04 | Those Dancing Days                          | Daydreams & Nightmares                               | 58 (2011-03-04) | X                        |
| 2011-03-11 | Lykke Li                                    | Wounded Rhymes                                       | 02 (2011-03-11) | X                        |
| 2011-03-11 | Sanna Nielsen                               | I'm in Love                                          | 03 (2011-03-11) | X                        |
| 2011-03-11 | Avril Lavigne                               | Goodbye Lullaby                                      | 10 (2011-03-11) | X                        |
| 2011-03-11 | Lucinda Williams                            | Blessed                                              | 15 (2011-03-11) | X                        |
| 2011-03-11 | Dropkick Murphys                            | Going Out in Style                                   | 18 (2011-03-11) | X                        |
| 2011-03-11 | Nationalteatern                             | Lägg av! Historien om Nationalteatern                | 20 (2011-03-11) | X                        |
| 2011-03-11 | Melody Club                                 | Human Harbour                                        | 22 (2011-03-11) | X                        |
| 2011-03-11 | Linda Bengtzing                             | Min karusell – En samling                            | 14 (2011-04-01) | X                        |
| 2011-03-11 | Graveyard                                   | Graveyard                                            | 27 (2011-04-08) | X                        |
| 2011-03-11 | Emil Jensen                                 | Rykten                                               | 42 (2011-03-11) | X                        |
| 2011-03-11 | Three Seasons                               | Life's Road                                          | 45 (2011-03-11) | X                        |
| 2011-03-11 | Children of Bodom                           | Relentless Reckless Forever                          | 47 (2011-03-11) | X                        |
| 2011-03-11 | Buddy Miller's                              | The Majestic Silver Strings                          | 51 (2011-03-11) | X                        |
| 2011-03-18 | The Playtones                               | Rock'n Roll Is King                                  | 01 (2011-03-18) | Guld (2011-04-01)        |
| 2011-03-18 | Danny Saucedo                               | In the Club                                          | 03 (2011-03-18) | X                        |
| 2011-03-18 | Looptroop Rockers                           | Professional Dreamers                                | 08 (2011-03-18) | X                        |
| 2011-03-18 | R.E.M.                                      | Collapse into Now                                    | 09 (2011-03-18) | X                        |
| 2011-03-18 | Swingfly                                    | Awesomeness – An Introduction to:                    | 12 (2011-03-18) | X                        |
| 2011-03-18 | Linda Pritchard                             | Alive                                                | 21 (2011-03-18) | X                        |
| 2011-03-18 | J. Mascis                                   | Several Shades of Why                                | 32 (2011-03-25) | X                        |
| 2011-03-18 | Anniela                                     | Electric                                             | 47 (2011-03-18) | X                        |
| 2011-03-18 | Elbow                                       | Build a Rocket Boys!                                 | 57 (2011-03-18) | X                        |
| 2011-03-25 | bob hund                                    | Det överexponerade gömstället                        | 03 (2011-03-25) | X                        |
| 2011-03-25 | Dan Hylander & Orkester                     | Den försenade mannen                                 | 04 (2011-03-25) | X                        |
| 2011-03-25 | The Haunted                                 | Unseen                                               | 05 (2011-03-25) | X                        |
| 2011-03-25 | Rise Against                                | Endgame                                              | 06 (2011-03-25) | X                        |
| 2011-03-25 | Miss Li                                     | Beats & Bruises                                      | 13 (2011-04-01) | X                        |
| 2011-03-25 | Stefan Andersson                            | Teaterkungen                                         | 19 (2011-03-25) | X                        |
| 2011-03-25 | The Strokes                                 | Angles                                               | 21 (2011-03-25) | X                        |
| 2011-03-25 | Joe Bonamassa                               | Dustbowl                                             | 27 (2011-03-25) | X                        |
| 2011-03-25 | Anne Sofie von Otter & Brad Mehldau         | Love Songs                                           | 34 (2011-03-25) | X                        |
| 2011-03-25 | The Vaccines                                | What Did You Expect From The Vaccines?               | 40 (2011-03-25) | X                        |
| 2011-03-25 | Pet Shop Boys                               | The Most Incredible Thing                            | 45 (2011-03-25) | X                        |
| 2011-03-25 | Bloodbound                                  | Unholy Cross                                         | 50 (2011-03-25) | X                        |
| 2011-03-25 | Cher                                        | Gold                                                 | 34 (2011-04-15) | X                        |
| 2011-03-25 | Status Quo                                  | Gold                                                 | 31 (2011-04-15) | X                        |
| 2011-04-01 | Graveyard                                   | Hisingen Blues                                       | 01 (2011-04-01) | X                        |
| 2011-04-01 | Carola                                      | Elvis, Barbra & Jag                                  | 01 (2011-04-22) | X                        |
| 2011-04-01 | Britney Spears                              | Femme Fatale                                         | 05 (2011-04-01) | X                        |
| 2011-04-01 | Whitesnake                                  | Forevermore                                          | 06 (2011-04-01) | X                        |
| 2011-04-01 | Within Temptation                           | The Unforgiving                                      | 07 (2011-04-01) | X                        |
| 2011-04-01 | Amon Amarth                                 | Surtur Rising                                        | 08 (2011-04-01) | X                        |
| 2011-04-01 | Green Day                                   | Awesome as F**k                                      | 09 (2011-04-01) | X                        |
| 2011-04-01 | Movits!                                     | Ut ur min skalle                                     | 10 (2011-04-01) | X                        |
| 2011-04-01 | Erik Hassle                                 | Mariefred Sessions                                   | 11 (2011-04-01) | X                        |
| 2011-04-01 | Jacob Karlzon 3                             | The Big Picture                                      | 41 (2011-04-01) | X                        |
| 2011-04-08 | Glasvegas                                   | Euphoric Heartbreak                                  | 01 (2011-04-08) | X                        |
| 2011-04-08 | Sara Varga                                  | Spring för livet                                     | 02 (2011-04-15) | X                        |
| 2011-04-08 | Anna Järvinen                               | Anna själv tredje                                    | 06 (2011-04-08) | X                        |
| 2011-04-08 | Radiohead                                   | The King of Limbs                                    | 09 (2011-04-08) | X                        |
| 2011-04-08 | The Sounds                                  | Something to Die For                                 | 14 (2011-04-08) | X                        |
| 2011-04-08 | Ponamero Sundown                            | Rodeo Eléctrica                                      | 21 (2011-04-08) | X                        |
| 2011-04-08 | Totta Näslund                               | Mil efter mil — En resa med Totta                    | 20 (2011-08-26) | X                        |
| 2011-04-08 | David Garrett                               | Rock Symphonies                                      | 11 (2011-07-29) | X                        |
| 2011-04-08 | Mr Jones Machine                            | Monokrom                                             | 41 (2011-04-08) | X                        |
| 2011-04-08 | Peter Mattei                                | Great Baritone Arias                                 | 43 (2011-04-08) | X                        |
| 2011-04-08 | Bohuslän Big Band/Colin Towns/Nils Landgren | Don't Fence Me In                                    | 28 (2011-09-23) | X                        |
| 2011-04-08 | Peter Bjorn and John                        | Gimme Some                                           | 49 (2011-04-22) | X                        |
| 2011-04-15 | Foo Fighters                                | Wasting Light                                        | 01 (2011-04-15) | X                        |
| 2011-04-15 | Electric Boys                               | And Them Boys Done Swang                             | 06 (2011-04-15) | X                        |
| 2011-04-15 | Ole Børud                                   | Keep Movin                                           | 15 (2011-07-01) | X                        |
| 2011-04-15 | Stiko Per Larsson                           | Varken stjärna eller frälst                          | 18 (2011-04-15) | X                        |
| 2011-04-15 | Oskar Gyllenhammar & Klubb Hjärtat          | Tågen slutar aldrig gå härifrån                      | 30 (2011-04-15) | X                        |
| 2011-04-15 | Bill Callahan                               | Apocalypse                                           | 37 (2011-04-15) | X                        |
| 2011-04-15 | Lisa Ekdahl                                 | Lisa Ekdahl at the Olympia, Paris                    | 49 (2011-04-15) | X                        |
| 2011-04-15 | Tramp                                       | Indigo                                               | 52 (2011-04-15) | X                        |
| 2011-04-15 | Ronan Keating & Burt Bacharach              | When Ronan Met Burt                                  | 56 (2011-04-15) | X                        |
| 2011-04-22 | Kikki Danielsson                            | Första dagen på resten av mitt liv                   | 03 (2011-04-22) | X                        |
| 2011-04-22 | Paul Simon                                  | So Beautiful or So What                              | 04 (2011-04-22) | X                        |
| 2011-04-22 | Niclas Frisk                                | Deeper Down in Chinatown                             | 06 (2011-04-22) | X                        |
| 2011-04-22 | Alison Krauss & Union Station               | Paper Airplane                                       | 10 (2011-04-22) | X                        |
| 2011-04-22 | Anders Fernette                             | Run                                                  | 11 (2011-04-22) | X                        |
| 2011-04-22 | Kajsa Grytt                                 | En kvinna under påverkan                             | 13 (2011-04-22) | X                        |
| 2011-04-22 | Robbie Robertson                            | How to Become Clairvoyant                            | 16 (2011-04-22) | X                        |
| 2011-04-22 | Caroline Larsson                            | Me and I                                             | 17 (2011-04-22) | X                        |
| 2011-04-22 | Pascal/Mattias Alkberg                      | Allt det här                                         | 30 (2011-04-22) | X                        |
| 2011-04-22 | The Head and the Heart                      | The Head and the Heart                               | 15 (2011-04-29) | X                        |
| 2011-04-22 | Amaranthe                                   | Amaranthe                                            | 35 (2011-04-22) | X                        |
| 2011-04-22 | Adam Tensta                                 | Scared of the Dark                                   | 37 (2011-04-22) | X                        |
| 2011-04-22 | Mohammed Ali                                | Vi                                                   | 41 (2011-04-22) | X                        |
| 2011-04-29 | The Poodles                                 | Performocracy                                        | 01 (2011-04-29) | X                        |
| 2011-04-29 | Eva Eastwood                                | Lyckost                                              | 02 (2011-04-29) | X                        |
| 2011-04-29 | Brolle                                      | Burned by the Fire                                   | 04 (2011-04-29) | X                        |
| 2011-04-29 | Svante Thuresson                            | Regionala nyheter: Stockholmsdelen                   | 05 (2011-05-06) | X                        |
| 2011-04-29 | Dynazty                                     | Knock You Down                                       | 21 (2011-05-06) | X                        |
| 2011-04-29 | Uriah Heep                                  | Into the Wild                                        | 29 (2011-04-29) | X                        |
| 2011-04-29 | Baron Bane                                  | LPTO                                                 | 32 (2011-04-29) | X                        |
| 2011-04-29 | Tommys                                      | Spegelbild                                           | 53 (2011-04-29) | X                        |
| 2011-05-06 | Veronica Maggio                             | Satan i gatan                                        | 01 (2011-05-06) | Platina x 3 (2011-12-09) |
| 2011-05-06 | Berth Idoffs                                | Lätt för mig                                         | 05 (2011-05-20) | X                        |
| 2011-05-06 | Bryan Adams                                 | Anthology                                            | 05 (2011-05-13) | X                        |
| 2011-05-06 | Steve Earle                                 | I'll Never Get Out of This World Alive               | 16 (2011-05-06) | X                        |
| 2011-05-06 | Anima Morte                                 | The Nightmare Becomes Reality                        | 17 (2011-05-06) | X                        |
| 2011-05-06 | The Bjorn                                   | 2011                                                 | 33 (2011-05-06) | X                        |
| 2011-05-06 | Primordial                                  | Redemption at the Puritan's Hand                     | 54 (2011-05-06) | X                        |
| 2011-05-13 | Håkan Hellström                             | 2 steg från Paradise – Tour edition                  | 02 (2011-05-13) | X                        |
| 2011-05-13 | Fleet Foxes                                 | Helplessness Blues                                   | 03 (2011-05-13) | X                        |
| 2011-05-13 | Jennifer Lopez                              | Love?                                                | 14 (2011-05-13) | X                        |
| 2011-05-13 | Emmylou Harris                              | Hard Bargain                                         | 15 (2011-05-13) | X                        |
| 2011-05-13 | Sade                                        | The Ultimate Collection                              | 06 (2011-05-20) | X                        |
| 2011-05-13 | Martin Gabriel                              | Bag of Tricks                                        | 22 (2011-05-13) | X                        |
| 2011-05-13 | Rolf Wikström                               | Istället för tystnad                                 | 19 (2011-05-20) | X                        |
| 2011-05-13 | Nicke Borg                                  | Chapter 2                                            | 26 (2011-05-13) | X                        |
| 2011-05-13 | Thorsten Flinck                             | Thorsten Flinck och Revolutionsorkestern             | 04 (2011-05-20) | X                        |
| 2011-05-13 | Sixx: A.M.                                  | This Is Gonna Hurt                                   | 28 (2011-05-13) | X                        |
| 2011-05-13 | Stevie Nicks                                | In Your Dreams                                       | 39 (2011-05-20) | X                        |
| 2011-05-13 | Det vackra livet                            | Det vackra livet                                     | 53 (2011-05-13) | X                        |
| 2011-05-13 | Miriam Aïda                                 | Visans väsen                                         | 55 (2011-05-13) | X                        |
| 2011-05-13 | Lang Lang                                   | Lang Lang Live in Vienna                             | 56 (2011-05-13) | X                        |
| 2011-05-13 | Cat Stevens                                 | Cat Stevens X4                                       | 60 (2011-05-13) | X                        |
| 2011-05-20 | Ison & Fille                                | För evigt                                            | 12 (2011-05-20) | X                        |
| 2011-05-20 | Christoffer Lundquist                       | Through the Window                                   | 29 (2011-05-20) | X                        |
| 2011-05-20 | Necro Facility                              | Wintermute                                           | 43 (2011-05-20) | X                        |
| 2011-05-20 | Okkervil River                              | I Am Very Far                                        | 51 (2011-05-20) | X                        |
| 2011-05-27 | Lady Gaga                                   | Born This Way                                        | 01 (2011-05-27) | X                        |
| 2011-05-27 | Hammerfall                                  | Infected                                             | 02 (2011-05-27) | X                        |
| 2011-05-27 | The Baseballs                               | Strings 'n' Stripes                                  | 04 (2011-05-27) | X                        |
| 2011-05-27 | Kate Bush                                   | Director's Cut                                       | 12 (2011-05-27) | X                        |
| 2011-05-27 | U.D.O.                                      | Rev-Raptor                                           | 26 (2011-05-27) | X                        |
| 2011-05-27 | Tonbruket                                   | Dig It to the End                                    | 30 (2011-05-27) | X                        |
| 2011-05-27 | Barbados                                    | Efterlyst                                            | 13 (2011-06-10) | X                        |
| 2011-05-27 | Brad Paisley                                | This Is Country Music                                | 42 (2011-05-27) | X                        |
| 2011-05-27 | Thorleifs                                   | Golden Sax Love Songs                                | 04 (2011-06-03) | X                        |
| 2011-05-27 | The Hollies                                 | Clarke, Hicks & Nash Years 1963-1968                 | 56 (2011-05-27) | X                        |
| 2011-06-03 | Mauro Scocco                                | Musik för nyskilda                                   | 01 (2011-06-03) | X                        |
| 2011-06-03 | Sahara Hotnights                            | Sahara Hotnights                                     | 06 (2011-06-03) | X                        |
| 2011-06-03 | Donnez                                      | Den enda sommaren                                    | 07 (2011-06-03) | X                        |
| 2011-06-03 | The Moniker                                 | Maktub                                               | 09 (2011-06-03) | X                        |
| 2011-06-03 | Gösta Berlings Saga                         | Glue Works                                           | 17 (2011-06-03) | X                        |
| 2011-06-03 | Arch Enemy                                  | Khaos Legions                                        | 25 (2011-06-03) | X                        |
| 2011-06-03 | Patrik Isaksson                             | No. 6                                                | 28 (2011-06-03) | X                        |
| 2011-06-03 | Journey                                     | Eclipse                                              | 24 (2011-06-10) | X                        |
| 2011-06-03 | Status Quo                                  | Quid Pro Quo                                         | 32 (2011-06-10) | X                        |
| 2011-06-03 | The Stone Roses                             | The Stone Roses – 20th Anniversary Special Edition   | 39 (2011-06-03) | X                        |
| 2011-06-03 | Joseph Williams & Peter Friestedt           | Williams & Friestedt                                 | 46 (2011-06-03) | X                        |
| 2011-06-03 | Caroline Wennergren                         | Drop Me Off in Harlem                                | 52 (2011-06-03) | X                        |
| 2011-06-10 | The Refreshments                            | Ridin' Along with The Refreshments                   | 01 (2011-06-10) | X                        |
| 2011-06-10 | Stensons                                    | Du kommer väl på festen                              | 11 (2011-06-17) | X                        |
| 2011-06-10 | The Gloria Story                            | Shades of White                                      | 14 (2011-06-10) | X                        |
| 2011-06-10 | Swedish Hitz Goes Metal                     | Swedish Hitz Goes Metal                              | 17 (2011-06-10) | X                        |
| 2011-06-10 | Saxon                                       | Call to Arms                                         | 19 (2011-06-10) | X                        |
| 2011-06-10 | Pain                                        | You Only Live Twice                                  | 36 (2011-06-24) | X                        |
| 2011-06-10 | Lotta Wenglén                               | Thanks for Generous Donations!                       | 40 (2011-06-10) | X                        |
| 2011-06-10 | Black Stone Cherry                          | Between the Devil & the Deep Blue Sea                | 43 (2011-06-10) | X                        |
| 2011-06-10 | Death Cab for Cutie                         | Codes and Keys                                       | 46 (2011-06-10) | X                        |
| 2011-06-10 | Eddie Vedder                                | Ukulele Songs                                        | 57 (2011-06-10) | X                        |
| 2011-06-17 | Lasse Stefanz                               | Cuba Libre                                           | 01 (2011-06-17) | Platina (2011-06-17)     |
| 2011-06-17 | Timbuktu                                    | Sagolandet                                           | 02 (2011-06-17) | X                        |
| 2011-06-17 | Iron Maiden                                 | From Fear to Eternity                                | 06 (2011-06-17) | X                        |
| 2011-06-17 | Depeche Mode                                | Remixes 2: 81–11                                     | 09 (2011-06-17) | X                        |
| 2011-06-17 | My Morning Jacket                           | Circuital                                            | 12 (2011-06-17) | X                        |
| 2011-06-17 | Black Country Communion                     | 2                                                    | 24 (2011-06-17) | X                        |
| 2011-06-17 | Arctic Monkeys                              | Suck It and See                                      | 33 (2011-06-17) | X                        |
| 2011-06-17 | Morbid Angel                                | Illud Divinum Insanus                                | 41 (2011-06-17) | X                        |
| 2011-06-17 | Flogging Molly                              | Speed of Darkness                                    | 59 (2011-06-17) | X                        |
| 2011-06-24 | In Flames                                   | Sounds of a Playground Fading                        | 02 (2011-06-24) | Guld (2011-11-18)        |
| 2011-06-24 | Benny Anderssons orkester                   | O klang och jubeltid                                 | 01 (2011-07-29) | Platina (2012-03-09)     |
| 2011-06-24 | Skraeckoedlan                               | Äppelträdet                                          | 18 (2011-06-24) | X                        |
| 2011-06-24 | Blindside                                   | With Shivering Hearts We Wait                        | 24 (2011-06-24) | X                        |
| 2011-06-24 | Stonewall Noise Orchestra                   | Sweet Mississippi Deal                               | 43 (2011-06-24) | X                        |
| 2011-06-24 | Bon Iver                                    | Bon Iver                                             | 12 (2011-07-01) | X                        |
| 2011-07-01 | Christer Sjögren                            | Kramgoa låtar 2011                                   | 02 (2011-07-01) | X                        |
| 2011-07-01 | Ulf Lundell                                 | Unplugged Solo                                       | 03 (2011-07-01) | X                        |
| 2011-07-01 | Ulf Lundell                                 | Roskilde Orange Stage 1999                           | 04 (2011-07-01) | X                        |
| 2011-07-01 | Titanix                                     | Mitt i ett andetag                                   | 10 (2011-07-01) | X                        |
| 2011-07-01 | Mats Bergmans                               | Det kommer från hjärtat                              | 16 (2011-07-01) | X                        |
| 2011-07-01 | Neil Young International Harvesters         | A Treasure                                           | 19 (2011-07-01) | X                        |
| 2011-07-01 | Bengt Johansson                             | Genom vargarnas land                                 | 21 (2011-07-01) | X                        |
| 2011-07-01 | Symphony X                                  | Iconoclast                                           | 22 (2011-07-01) | X                        |
| 2011-07-01 | Sarah Kelly                                 | Midnight Sun                                         | 28 (2011-07-01) | X                        |
| 2011-07-01 | Niklas Hallman                              | Om min Jesus                                         | 29 (2011-07-01) | X                        |
| 2011-07-01 | Slidin' Slim                                | One Man Riot                                         | 32 (2011-07-01) | X                        |
| 2011-07-01 | David Phelps                                | The Best of David Phelps                             | 41 (2011-07-01) | X                        |
| 2011-07-01 | Lonely Kamel                                | Blues for the Dead                                   | 43 (2011-07-01) | X                        |
| 2011-07-01 | Simple Plan                                 | Get Your Heart On                                    | 50 (2011-07-01) | X                        |
| 2011-07-01 | Rival Sons                                  | Pressure and Time                                    | 52 (2011-07-01) | X                        |
| 2011-07-08 | Eric Saade                                  | Saade Vol. 1                                         | 01 (2011-07-08) | Platina (2011-08-19)     |
| 2011-07-08 | Rolandz                                     | Halleluja mamma                                      | 06 (2011-07-22) | X                        |
| 2011-07-08 | Beyoncé Knowles                             | 4                                                    | 13 (2011-07-08) | X                        |
| 2011-07-08 | CajsaStina Åkerström                        | Visor från när och fjärran                           | 18 (2011-07-08) | X                        |
| 2011-07-08 | Tom Jones                                   | Greatest Hits Rediscovered                           | 15 (2011-07-29) | X                        |
| 2011-07-08 | Yes                                         | Fly from Here                                        | 31 (2011-07-08) | X                        |
| 2011-07-08 | Gillian Welch                               | The Harrow & the Harvest                             | 31 (2011-07-15) | X                        |
| 2011-07-08 | Alexander Rybak                             | Visa vid vindens ängar                               | 40 (2011-07-08) | X                        |
| 2011-07-15 | Kapten Röd                                  | Fläcken som aldrig går bort                          | 04 (2011-07-15) | X                        |
| 2011-07-15 | Malena Ernman                               | Opera di fiori                                       | 04 (2011-08-05) | X                        |
| 2011-07-15 | Dana Dragomir                               | 20 - The Best of Me                                  | 20 (2011-07-22) | X                        |
| 2011-07-22 | The Bellamy Brothers                        | The Anthology                                        | 24 (2011-07-22) | X                        |
| 2011-07-22 | Jedward                                     | Planet Jedward                                       | 15 (2011-09-23) | X                        |
| 2011-08-05 | Takida                                      | The Burning Heart                                    | 01 (2011-08-12) | Platina (2012-04-06)     |
| 2011-08-05 | Deadman                                     | Live at the Saxon Pub                                | 09 (2011-08-05) | X                        |
| 2011-08-05 | Bengt Hennings                              | Golden Hits                                          | 08 (2011-08-12) | X                        |
| 2011-08-12 | Blender                                     | Ingen utan mig                                       | 04 (2011-08-26) | X                        |
| 2011-08-12 | Craft                                       | Void                                                 | 07 (2011-08-12) | X                        |
| 2011-08-12 | John Hiatt                                  | Dirty Jeans and Mudslide Hymns                       | 24 (2011-08-26) | X                        |
| 2011-08-19 | Cavalkad                                    | Publikens önskefavoriter - Live                      | 10 (2011-08-19) | X                        |
| 2011-08-19 | Sten & Stanley                              | Då kommer minnena                                    | 07 (2012-03-09) | X                        |
| 2011-08-19 | Trivium                                     | In Waves                                             | 56 (2011-08-19) | X                        |
| 2011-08-26 | Sabaton                                     | World War Live - Battle of the Baltic Sea            | 25 (2011-09-02) | X                        |
| 2011-08-26 | Jay-Z & Kanye West                          | Watch the Throne                                     | 27 (2011-08-26) | X                        |
| 2011-08-26 | Little Dragon                               | Ritual Union                                         | 47 (2011-08-26) | X                        |
| 2011-08-26 | Per Gessle                                  | Original Album-serien (5 CD Box)                     | 50 (2011-08-26) | X                        |
| 2011-08-26 | Tages                                       | Original Album-serien (5 CD Box)                     | 53 (2011-09-23) | X                        |
| 2011-09-02 | Ulrik Munther                               | Ulrik Munther                                        | 01 (2011-09-02) | Guld (2012-04-13)        |
| 2011-09-02 | Top Cats                                    | Heartache                                            | 02 (2011-09-02) | X                        |
| 2011-09-02 | Zekes                                       | Vi lyfter igen                                       | 09 (2011-09-02) | X                        |
| 2011-09-02 | Patti Smith                                 | Outside Society                                      | 02 (2011-09-09) | X                        |
| 2011-09-02 | Serenades                                   | Criminal Heaven                                      | 13 (2011-09-02) | X                        |
| 2011-09-02 | Death Destruction                           | Death Destruction                                    | 14 (2011-09-02) | X                        |
| 2011-09-02 | Work of Art                                 | In Progress                                          | 30 (2011-09-02) | X                        |
| 2011-09-02 | Nils Landgren                               | The Moon, the Stars and You                          | 11 (2011-09-23) | X                        |
| 2011-09-02 | Olle Adolphson                              | Tystnaden smyger som en katt... 1956-2004            | 33 (2011-09-09) | X                        |
| 2011-09-02 | Lenny Kravitz                               | Black and White America                              | 42 (2011-09-02) | X                        |
| 2011-09-09 | Red Hot Chili Peppers                       | I'm with You                                         | 01 (2011-09-09) | X                        |
| 2011-09-09 | Edguy                                       | Age of the Joker                                     | 10 (2011-09-09) | X                        |
| 2011-09-09 | Säkert!                                     | Säkert! på engelska                                  | 13 (2011-09-09) | X                        |
| 2011-09-09 | David Guetta                                | Nothing but the Beat                                 | 19 (2011-09-09) | X                        |
| 2011-09-09 | Lil' Wayne                                  | Tha Carter IV                                        | 41 (2011-09-09) | X                        |
| 2011-09-09 | Beirut                                      | The Rip Tide                                         | 52 (2011-09-09) | X                        |
| 2011-09-09 | Barbra Streisand                            | What Matters Most                                    | 54 (2011-09-09) | X                        |
| 2011-09-16 | Ane Brun                                    | It All Starts with One                               | 01 (2011-09-16) | X                        |
| 2011-09-16 | Ailucrash                                   | Ailucrash                                            | 03 (2011-09-16) | X                        |
| 2011-09-16 | Jan Lundgren & Bengt Hallberg               | Back 2 Back                                          | 12 (2011-09-16) | X                        |
| 2011-09-16 | Max Raabe Palast Orchester                  | Küssen kann man nicht alleine                        | 20 (2011-09-16) | X                        |
| 2011-09-16 | Gunnar Wiklund                              | Original Album-serien (5 CD Box)                     | 22 (2011-09-16) | X                        |
| 2011-09-16 | The Jayhawks                                | Mockingbird Time                                     | 24 (2011-09-16) | X                        |
| 2011-09-16 | Le Kid                                      | Oh Alright!                                          | 43 (2011-09-16) | X                        |
| 2011-09-16 | Richmond Fontaine                           | The High Country                                     | 47 (2011-09-16) | X                        |
| 2011-09-16 | Israel Nash Gripka                          | Barn Doors and Concrete Floors                       | 08 (2011-09-30) | X                        |
| 2011-09-23 | Melissa Horn                                | Innan jag kände dig                                  | 01 (2011-09-23) | Platina (2011-11-25)     |
| 2011-09-23 | Dream Theater                               | A Dramatic Turn of Events                            | 03 (2011-09-23) | X                        |
| 2011-09-23 | Thalamus                                    | Subterfuge                                           | 06 (2011-09-23) | X                        |
| 2011-09-23 | Nick Lowe                                   | The Old Magic                                        | 09 (2011-09-23) | X                        |
| 2011-09-23 | Ry Cooder                                   | Pull Up Some Dust and Sit Down                       | 12 (2011-09-23) | X                        |
| 2011-09-23 | Henrik Åberg & Jack Baymoore                | Elvis Forever: A Tribute to the King                 | 13 (2011-09-23) | X                        |
| 2011-09-23 | Alice Cooper                                | Welcome 2 My Nightmare                               | 19 (2011-09-23) | X                        |
| 2011-09-23 | Ida Sand                                    | The Gospel Truth                                     | 23 (2011-09-23) | X                        |
| 2011-09-23 | Anthrax                                     | Worship Music                                        | 24 (2011-09-23) | X                        |
| 2011-09-23 | Mohombi                                     | Movemeant                                            | 43 (2011-09-23) | X                        |
| 2011-09-23 | Wynton Marsalis & Eric Clapton              | Play the Blues - Live from Jazz at Lincoln Center    | 51 (2011-09-23) | X                        |
| 2011-09-30 | Dead by April                               | Incomparable                                         | 02 (2011-09-30) | X                        |
| 2011-09-30 | Opeth                                       | Heritage                                             | 04 (2011-09-30) | X                        |
| 2011-09-30 | The Pusher                                  | The Art of Hit Music                                 | 09 (2011-09-30) | X                        |
| 2011-09-30 | Sofia Karlsson                              | Levande                                              | 10 (2011-09-30) | X                        |
| 2011-09-30 | Wilco                                       | The Whole Love                                       | 16 (2011-10-07) | X                        |
| 2011-09-30 | Mattias Alkberg                             | Anarkist                                             | 20 (2011-09-30) | X                        |
| 2011-09-30 | Jan Johansson with Georg Riedel             | In Hamburg                                           | 26 (2011-09-30) | X                        |
| 2011-09-30 | Sulo & Idde                                 | Kocksgatan Revisited                                 | 28 (2011-09-30) | X                        |
| 2011-09-30 | Gavin DeGraw                                | Sweeter                                              | 29 (2011-09-30) | X                        |
| 2011-09-30 | Gordon Fights                               | Gordon Fights                                        | 31 (2011-09-30) | X                        |
| 2011-09-30 | Superheavy                                  | Superheavy                                           | 31 (2011-10-21) | X                        |
| 2011-09-30 | Embassy                                     | Life in the Trenches                                 | 36 (2011-09-30) | X                        |
| 2011-09-30 | Sencelled                                   | Sencelled                                            | 37 (2011-09-30) | X                        |
| 2011-09-30 | Lowe                                        | Evolver                                              | 38 (2011-09-30) | X                        |
| 2011-09-30 | Beth Hart & Joe Bonamassa                   | Don't Explain                                        | 25 (2011-10-07) | X                        |
| 2011-09-30 | Leslie West                                 | Unusual Suspects (LTD EDT Deluxe Version)            | 54 (2011-09-30) | X                        |
| 2011-09-30 | Chickenfoot                                 | III                                                  | 45 (2011-10-07) | X                        |
| 2011-09-30 | The Jayhawks                                | Mockingbird Time - Deluxe                            | 60 (2011-09-30) | X                        |
| 2011-10-07 | Jill Johnson                                | Flirting with Disaster                               | 01 (2011-10-07) | Guld (2011-12-16)        |
| 2011-10-07 | Nisse Hellberg                              | Flod av eld                                          | 02 (2011-10-07) | X                        |
| 2011-10-07 | Callinaz                                    | Från mörker till ljus                                | 08 (2011-10-07) | X                        |
| 2011-10-07 | Mastodon                                    | The Hunter                                           | 10 (2011-10-07) | X                        |
| 2011-10-07 | Machine Head                                | Unto the Locust                                      | 14 (2011-10-07) | X                        |
| 2011-10-07 | Pain of Salvation                           | Road Salt Two                                        | 24 (2011-10-07) | X                        |
| 2011-10-07 | Blink-182                                   | Neighborhoods                                        | 32 (2011-10-07) | X                        |
| 2011-10-07 | Tony Bennett                                | Duets II                                             | 07 (2011-10-21) | X                        |
| 2011-10-07 | Feist                                       | Metals                                               | 18 (2011-10-14) | X                        |
| 2011-10-07 | VNV Nation                                  | Automatic                                            | 50 (2011-10-07) | X                        |
| 2011-10-07 | The Graviators                              | The Graviators                                       | 55 (2011-10-07) | X                        |
| 2011-10-07 | Monica & Carl-Axel Dominique                | Fingers Unlimited                                    | 33 (2011-10-21) | X                        |
| 2011-10-07 | James Morrison                              | The Awakening                                        | 07 (2011-10-28) | X                        |
| 2011-10-07 | Deadman                                     | Take Up Your Mat and Walk                            | 15 (2011-10-21) | X                        |
| 2011-10-14 | Nitrodive                                   | Survival of the Fittest                              | 14 (2011-10-14) | X                        |
| 2011-10-14 | Lady Antebellum                             | Own the Night                                        | 39 (2011-10-14) | X                        |
| 2011-10-21 | Ryan Adams                                  | Ashes & Fire                                         | 03 (2011-10-21) | X                        |
| 2011-10-21 | Björk                                       | Biophilia                                            | 14 (2011-10-21) | X                        |
| 2011-10-21 | Evanescence                                 | Evanescence                                          | 16 (2011-10-21) | X                        |
| 2011-10-21 | Peter Gabriel                               | New Blood                                            | 19 (2011-10-21) | X                        |
| 2011-10-21 | Noel Gallagher's High Flying Birds          | Noel Gallagher's High Flying Birds                   | 21 (2011-10-21) | X                        |
| 2011-10-21 | Georg Riedel, Sarah Riedel & Nicolai Dunger | Cornelis vs. Riedel                                  | 28 (2011-10-21) | X                        |
| 2011-10-21 | Lasse Berghagen                             | Bara lite längtan                                    | 14 (2011-10-28) | X                        |
| 2011-10-21 | Erik Söderlind                              | Happening                                            | 57 (2011-10-21) | X                        |
| 2011-10-28 | Coldplay                                    | Mylo Xyloto                                          | 01 (2011-10-28) | Guld (2011-11-18)        |
| 2011-10-28 | Peter Jöback                                | Livet, kärleken och döden - La vie, l'amour, la mort | 02 (2011-10-28) | X                        |
| 2011-10-28 | Deportees                                   | Islands & Shores                                     | 03 (2011-10-28) | X                        |
| 2011-10-28 | Tom Waits                                   | Bad as Me                                            | 04 (2011-11-04) | X                        |
| 2011-10-28 | Eric Amarillo                               | Eric Amarillo                                        | 16 (2011-10-28) | X                        |
| 2011-10-28 | Ebba Forsberg                               | Falling Folding Flipping Feeling                     | 18 (2011-10-28) | X                        |
| 2011-10-28 | Journey                                     | Journey's Greatest Hits                              | 20 (2011-10-28) | X                        |
| 2011-10-28 | Henric de la Cour                           | Henric de la Cour                                    | 25 (2011-10-28) | X                        |
| 2011-10-28 | Iced Earth                                  | Dystopia                                             | 29 (2011-10-28) | X                        |
| 2011-11-04 | Anna Ternheim                               | The Night Visitor                                    | 02 (2011-11-04) | Guld (2012-02-03)        |
| 2011-11-04 | Hardcore Superstar                          | The Party Ain't Over 'til We Say So                  | 05 (2011-11-04) | X                        |
| 2011-11-04 | Drifters                                    | Hoppas på det bästa                                  | 06 (2011-11-11) | X                        |
| 2011-11-04 | Lou Reed & Metallica                        | Lulu                                                 | 09 (2011-11-04) | X                        |
| 2011-11-04 | Fernandoz                                   | Se mig i ögonen                                      | 11 (2011-11-04) | X                        |
| 2011-11-04 | Hedins                                      | Om vi tar en dag i sänder                            | 18 (2011-11-04) | X                        |
| 2011-11-04 | Michael Johnson                             | Ut                                                   | 20 (2011-11-04) | X                        |
| 2011-11-04 | Jill Svensson                               | Vaken i en dröm                                      | 23 (2011-11-04) | X                        |
| 2011-11-04 | Sting                                       | The Best of 25 Years                                 | 13 (2011-11-25) | X                        |
| 2011-11-04 | Robert Broberg                              | På cirkus                                            | 34 (2011-11-04) | X                        |
| 2011-11-04 | Kelly Clarkson                              | Stronger                                             | 39 (2011-11-04) | X                        |
| 2011-11-04 | Michael Bublé                               | Christmas                                            | 01 (2011-12-16) | Platina (2011-12-30)     |
| 2011-11-04 | Martin Fröst                                | Dances to a Black Pipe                               | 42 (2011-11-04) | X                        |
| 2011-11-04 | Jonathan Johansson                          | Klagomuren                                           | 35 (2011-11-11) | X                        |
| 2011-11-11 | Magnus Uggla                                | Innan filmen tagit slut                              | 01 (2011-11-11) | Guld (2011-11-11)        |
| 2011-11-11 | Justin Bieber                               | Under the Mistletoe                                  | 05 (2011-11-11) | X                        |
| 2011-11-11 | The Beach Boys                              | The Smile Sessions                                   | 09 (2011-11-11) | X                        |
| 2011-11-11 | Megadeth                                    | Thirteen                                             | 18 (2011-11-11) | X                        |
| 2011-11-11 | Florence and the Machine                    | Ceremonials                                          | 21 (2011-11-11) | X                        |
| 2011-11-11 | Pink Floyd                                  | Wish You Were Here (2CD Remix)                       | 22 (2011-11-11) | X                        |
| 2011-11-11 | Vox Archangeli                              | Sanctus: Raphael                                     | 26 (2011-11-11) | X                        |
| 2011-11-11 | Pink Floyd                                  | The Best of Pink Floyd - A Foot in the Door          | 07 (2011-11-25) | X                        |
| 2011-11-18 | Larz-Kristerz                               | Från Älvdalen till Nashville                         | 01 (2011-11-18) | Platina (2011-12-23)     |
| 2011-11-18 | Eldkvarn                                    | De berömdas aveny                                    | 02 (2011-11-18) | Guld (2011-12-09)        |
| 2011-11-18 | Jerry Williams                              | Alright                                              | 05 (2011-11-18) | X                        |
| 2011-11-18 | Susan Boyle                                 | Someone to Watch Over Me                             | 09 (2011-11-25) | X                        |
| 2011-11-18 | Freddie Wadling                             | With a License to Kill                               | 12 (2011-11-18) | X                        |
| 2011-11-18 | Kee Marcello                                | Redux Europe                                         | 32 (2011-11-18) | X                        |
| 2011-11-18 | Sigur Rós                                   | Inni                                                 | 49 (2011-11-18) | X                        |
| 2011-11-18 | Disturbed                                   | The Lost Children                                    | 59 (2011-11-18) | X                        |
| 2011-11-25 | Björn Skifs                                 | Break the Spell                                      | 01 (2011-11-25) | Guld (2011-12-16)        |
| 2011-11-25 | Andrea Bocelli                              | One Night in Central Park                            | 17 (2011-12-23) | X                        |
| 2011-11-25 | Keith Jarrett                               | Rio                                                  | 22 (2011-11-25) | X                        |
| 2011-11-25 | Rihanna                                     | Talk That Talk                                       | 26 (2011-12-09) | Guld (2012-01-20)        |
| 2011-11-25 | D-A-D                                       | DIC.NII.LAN.DAFT.ERD.ARK                             | 32 (2011-11-25) | X                        |
| 2011-11-25 | Rebecca & Fiona                             | I Love You Man                                       | 36 (2011-11-25) | X                        |
| 2011-11-25 | Siena Root                                  | Root Jam                                             | 37 (2011-11-25) | X                        |
| 2011-11-25 | My Brother the Wind                         | I Wash My Soul in the Stream of Infinity             | 27 (2012-01-20) | X                        |
| 2011-11-25 | Mathias Landaeus Trio                       | Jul på jazzvis                                       | 55 (2011-12-16) | X                        |
| 2011-12-02 | One Direction                               | Up All Night                                         | 01 (2011-12-02) | Guld (2012-02-17)        |
| 2011-12-02 | Nanne                                       | My Rock Favourites                                   | 04 (2011-12-02) | X                        |
| 2011-12-02 | Nickelback                                  | Here and Now                                         | 06 (2011-12-02) | X                        |
| 2011-12-02 | Chris Medina                                | What Are Words                                       | 05 (2011-12-16) | X                        |
| 2011-12-02 | Gunhild Carling                             | Jul därhemma                                         | 11 (2011-12-02) | X                        |
| 2011-12-02 | Sophie Zelmani                              | Soul                                                 | 12 (2011-12-02) | X                        |
| 2011-12-02 | Kate Bush                                   | 50 Words for Snow                                    | 13 (2011-12-02) | X                        |
| 2011-12-02 | Il Divo                                     | Wicked Game                                          | 12 (2011-12-30) | X                        |
| 2011-12-02 | Bröderna Jannez                             | É skiiv ma bäre gammaldans...                        | 24 (2011-12-02) | X                        |
| 2011-12-02 | Von Benzo                                   | Yes Kids It's True                                   | 27 (2011-12-02) | X                        |
| 2011-12-02 | Svante Thuresson                            | En cool jul                                          | 16 (2011-12-23) | X                        |
| 2011-12-02 | Thåström                                    | Xplodera mig 2000 (Remastered) + DVD                 | 29 (2011-12-02) | X                        |
| 2011-12-02 | The Rolling Stones                          | Some Girls (Remastered)                              | 41 (2011-12-02) | X                        |
| 2011-12-02 | Westlife                                    | Greatest Hits                                        | 46 (2011-12-02) | X                        |
| 2011-12-02 | Björn Afzelius                              | Tusen bitar - Sånger om kärlek & rättvisa            | 08 (2011-12-30) | X                        |
| 2011-12-02 | Uno Svenningsson & Irma Schultz Keller      | December - En svensk jul                             | 53 (2011-12-02) | X                        |
| 2011-12-02 | Daughtry                                    | Break the Spell                                      | 57 (2011-12-02) | X                        |
| 2011-12-02 | Michael Jackson                             | Immortal                                             | 59 (2011-12-02) | X                        |
| 2011-12-09 | Eric Saade                                  | Saade Vol. 2                                         | 01 (2011-12-09) | Platina (2012-02-03)     |
| 2011-12-09 | Nightwish                                   | Imaginaerum                                          | 03 (2011-12-09) | X                        |
| 2011-12-09 | Rammstein                                   | Made in Germany 1995-2011                            | 01 (2012-01-20) | X                        |
| 2011-12-09 | Anders Ekborg                               | En stilla jul                                        | 20 (2011-12-16) | X                        |
| 2011-12-09 | The Unguided                                | Hell Frost                                           | 44 (2011-12-09) | X                        |
| 2011-12-09 | Duran & Mollan                              | Drömjul                                              | 49 (2011-12-09) | X                        |
| 2011-12-16 | Amy Winehouse                               | Lioness: Hidden Treasures                            | 04 (2012-01-06) | X                        |
| 2011-12-16 | Eldkvarn                                    | Den goda skörden 1971-2011                           | 11 (2011-12-16) | X                        |
| 2011-12-16 | Smurfarna                                   | Smurfparty 3                                         | 06 (2011-12-30) | X                        |
| 2011-12-16 | Hoola Bandoola Band                         | 1971-2011                                            | 18 (2011-12-30) | X                        |
| 2011-12-16 | Jussi Björling                              | Jussi: Musikurval och text av Björn Ranelid          | 46 (2011-12-16) | X                        |
| 2011-12-16 | Korn                                        | The Path of Totality                                 | 53 (2011-12-16) | X                        |
| 2011-12-23 | Amanda Fondell                              | All This Way                                         | 01 (2011-12-30) | Guld (2012-01-13)        |
| 2011-12-30 | R.E.M.                                      | Part Lies, Part Heart, Part Truth, Part Garbage      | 39 (2012-01-06) | X                        |

## Årets singlar & hitlåtar

### Listettor

#### Sverigetopplistan
| Datum                  | Låttitel                      | Artist/grupp                    | Bakgrund           |
| ---------------------- | ----------------------------- | ------------------------------- | ------------------ |
| 11 februari 2011 (2v)  | Grenade                       | Bruno Mars                      | USA                |
| 25 februari 2011 (1v)  | Born This Way                 | Lady Gaga                       | USA                |
| 4 mars 2011 (1v)       | Grenade                       | Bruno Mars                      | USA                |
| 11 mars 2011 (4v)      | Popular                       | Eric Saade                      | Sverige            |
| 8 april 2011 (1v)      | On the Floor                  | Jennifer Lopez feat. Pitbull    | USA                |
| 15 april 2011 (1v)     | Popular                       | Eric Saade                      | Sverige            |
| 22 april 2011 (2v)     | On the Floor                  | Jennifer Lopez feat. Pitbull    | USA                |
| 6 maj 2011 (2v)        | Jag kommer                    | Veronica Maggio                 | Sverige            |
| 20 maj 2011 (6v)       | Om sanningen ska fram         | Eric Amarillo                   | Sverige            |
| 1 juli 2011 (8v)       | What Are Words                | Chris Medina                    | USA                |
| 26 augusti 2011 (1v)   | Vem dancar kuduro             | Lucenzo ft. Big Ali             | Frankrike Portugal |
| 2 september 2011 (3v)  | Vart jag mig i världen vänder | Den svenska björnstammen        | Sverige            |
| 23 september 2011 (1v) | Moves Like Jagger             | Maroon 5 ft. Christina Aguilera | USA                |
| 30 september 2011 (3v) | Vart jag mig i världen vänder | Den svenska björnstammen        | Sverige            |
| 21 oktober 2011 (5v)   | We Found Love                 | Rihanna ft. Calvin Harris       | Barbados USA       |
| 25 november 2011 (4v)  | Levels                        | Avicii                          | Sverige            |
| 23 december 2011 (1v)  | All This Way                  | Amanda Fondell                  | Sverige            |
| 30 december 2011 (5v)  | Levels                        | Avicii                          | Sverige            |

#### Svensktoppen
- 2 januari-6 mars: Björn Skifs & Agnes – When You Tell the World You're Mine
- 13-27 mars: Jessica Andersson – I Did It for Love
- 3 april-31 juli: Sara Varga – Spring för livet
- 7 augusti-16 oktober: Helen Sjöholm & Benny Anderssons orkester – En dag i sänder
- 23 oktober-25 december: Björn Skifs – Break the Spell

#### Digilistan
- 2-16 januari: September – Mikrofonkåt
- 23 januari: Britney Spears – Hold It Against Me
- 30 januari: September – Mikrofonkåt
- 6 februari: Britney Spears – Hold It Against Me
- 13 februari: September – Mikrofonkåt
- 20-27 februari: Lady Gaga – Born This Way
- 6 mars: Jennifer Lopez feat. Pitbull – On the Floor
- 13 mars: Danny – In the Club
- 20 mars-3 april: Eric Saade – Popular
- 10-17 april: Jennifer Lopez feat. Pitbull – On the Floor
- 24 april-1 maj: Lady Gaga – Judas
- 8 maj: Jennifer Lopez feat. Pitbull – On the Floor
- 28 augusti-11 september: Maroon 5 feat. Christina Aguilera – Moves Like Jagger
- 18 september: Oleg – Elektropop
- 25 september: Coldplay – Paradise
- 2-9 oktober: Maroon 5 feat. Christina Aguilera – Moves Like Jagger
- 16-23 oktober: Adele – Set Fire to the Rain
- 30 oktober: Justin Bieber – Mistletoe
- 6 november: Adele – Set Fire to the Rain
- 13 november: Laleh – Just nu!
- 20 november-4 december: Laleh – Ängeln i rummet
- 11 december: Laleh – Here I Go Again
- 18-25 december: Amanda Fondell – All This Way

### Övriga placeringar
Listar samtliga låtar och deras högsta placeringar med det datum låtarna nådde dessa placeringar på Svensktoppen och Digilistan under 2011, samt första datum låtarna låg på listorna under året.
| Datum Svensktoppen | Datum DigiListan | Artist                                       | Titel                                       | Svensktoppen    | DigiListan      |
| ------------------ | ---------------- | -------------------------------------------- | ------------------------------------------- | --------------- | --------------- |
| 2011-01-02         | 2011-01-09       | Björn Skifs & Agnes                          | When You Tell the World You're Mine         | 01 (2011-01-02) | 51 (2011-01-09) |
| 2011-01-02         | X                | Jessica Andersson                            | I Did It for Love                           | 01 (2011-03-13) | X               |
| 2011-01-02         | 2011-01-02       | Robyn                                        | Dancing on My Own                           | 03 (2011-01-02) | 26 (2011-01-09) |
| 2011-01-02         | 2011-01-16       | Lars Winnerbäck & Miss Li                    | Om du lämnade mig nu                        | 03 (2011-01-09) | 35 (2011-01-16) |
| 2011-01-02         | X                | Jill Johnson                                 | Stumble and Fade Away                       | 05 (2011-01-02) | X               |
| 2011-01-02         | X                | Larz-Kristerz                                | Är du lika ensam som jag?                   | 06 (2011-01-02) | X               |
| 2011-01-02         | X                | Måns Zelmerlöw                               | December                                    | 07 (2011-01-02) | X               |
| 2011-01-02         | X                | Bo Kaspers orkester                          | Låt mig komma in                            | 08 (2011-01-02) | X               |
| 2011-01-02         | 2011-01-02       | Oskar Linnros                                | Från och med du                             | 07 (2011-02-13) | 19 (2011-01-16) |
| 2011-01-02         | X                | Peter Lundblad                               | Jag kommer hem                              | 10 (2011-01-02) | X               |
| 2011-02-20         | 2011-01-02       | September                                    | Mikrofonkåt                                 | 03 (2011-02-20) | 01 (2011-01-02) |
| X                  | 2011-01-02       | Sean Banan                                   | Gott Nytt Jul                               | X               | 02 (2011-01-02) |
| X                  | 2011-01-02       | Jay Smith                                    | Like a Prayer                               | X               | 02 (2011-01-09) |
| 2011-01-09         | 2011-01-02       | Jay Smith                                    | Dreaming People                             | 07 (2011-01-09) | 04 (2011-01-02) |
| X                  | 2011-01-02       | Petter & September                           | Baksmälla                                   | X               | 03 (2011-01-09) |
| 2011-02-13         | 2011-01-02       | Daniel Adams-Ray                             | Gubben i lådan                              | 10 (2011-02-13) | 06 (2011-01-02) |
| X                  | 2011-01-02       | Anvil                                        | Metal on Metal                              | X               | 07 (2011-01-02) |
| X                  | 2011-01-02       | Duck Sauce                                   | Barbra Streisand                            | X               | 06 (2011-01-09) |
| X                  | 2011-01-02       | Michael Jackson with Akon                    | Hold My Hand                                | X               | 09 (2011-01-02) |
| X                  | 2011-01-02       | Bruno Mars                                   | Just the Way You Are                        | X               | 10 (2011-01-02) |
| X                  | 2011-01-02       | Coldplay                                     | Christmas Lights                            | X               | 11 (2011-01-02) |
| X                  | 2011-01-02       | Shakira feat. Freshlyground                  | Waka Waka (This Time for Africa)            | X               | 12 (2011-01-02) |
| X                  | 2011-01-02       | Robyn                                        | Indestructible                              | X               | 03 (2011-02-06) |
| 2011-05-15         | 2011-01-02       | Tove Styrke                                  | White Light Moment                          | 05 (2011-05-15) | 04 (2011-01-16) |
| X                  | 2011-01-02       | Rihanna                                      | Only Girl (In the World)                    | X               | 11 (2011-01-09) |
| 2011-05-29         | 2011-01-02       | September                                    | Kärlekens tunga                             | 03 (2011-06-05) | 08 (2011-02-27) |
| X                  | 2011-01-02       | The Pogues feat. Kirsty MacColl              | Fairytale of New York                       | X               | 17 (2011-01-02) |
| X                  | 2011-01-02       | Idol Allstars 2010                           | All I Need is You                           | X               | 18 (2011-01-02) |
| X                  | 2011-01-02       | Bruno Mars                                   | Grenade                                     | X               | 03 (2011-02-20) |
| X                  | 2011-01-02       | Shakira feat. Dizzee Rascal                  | Loca                                        | X               | 17 (2011-01-09) |
| X                  | 2011-01-02       | Jay Smith                                    | Black Jesus                                 | X               | 21 (2011-01-02) |
| X                  | 2011-01-02       | Jay Smith                                    | Enter Sandman                               | X               | 22 (2011-01-02) |
| X                  | 2011-01-02       | Take That                                    | The Flood                                   | X               | 16 (2011-01-16) |
| X                  | 2011-01-02       | Cee Lo Green                                 | F**k You!                                   | X               | 22 (2011-01-23) |
| X                  | 2011-01-02       | Katy Perry                                   | Firework                                    | X               | 03 (2011-01-16) |
| X                  | 2011-01-02       | Swedish House Mafia vs. Tinie Tempah         | Miami 2 Ibiza                               | X               | 21 (2011-01-09) |
| X                  | 2011-01-02       | Sean Banan                                   | Skaka rumpa                                 | X               | 28 (2011-01-02) |
| X                  | 2011-01-02       | Black Eyed Peas                              | The Time (Dirty Bit)                        | X               | 21 (2011-01-16) |
| X                  | 2011-01-02       | Mariah Carey                                 | All I Want for Christmas Is You             | X               | 29 (2011-12-25) |
| X                  | 2011-01-02       | The Lonely Island feat. Akon                 | I Just Had Sex                              | X               | 18 (2011-02-13) |
| X                  | 2011-01-02       | Pitbull feat. T-Pain                         | Hey Baby (Drop It to the Floor)             | X               | 21 (2011-02-06) |
| X                  | 2011-01-02       | Wham!                                        | Last Christmas                              | X               | 33 (2011-01-02) |
| X                  | 2011-01-02       | David Guetta feat. Rihanna                   | Who's That Chick?                           | X               | 25 (2011-02-06) |
| X                  | 2011-01-02       | Jay Smith                                    | Bad Romance                                 | X               | 36 (2011-01-02) |
| X                  | 2011-01-02       | Eminem feat. Rihanna                         | Love the Way You Lie                        | X               | 28 (2011-01-09) |
| X                  | 2011-01-02       | Tim Berg                                     | Bromance                                    | X               | 31 (2011-01-09) |
| 2011-04-24         | 2011-01-02       | Robyn                                        | Hang with Me                                | 04 (2011-05-01) | 23 (2011-01-09) |
| X                  | 2011-01-02       | Swedish House Mafia feat. Pharrell Williams  | One (Your Name)                             | X               | 33 (2011-01-09) |
| X                  | 2011-01-02       | Far East Movement feat. The Cataracs & Dev   | Like a G6                                   | X               | 26 (2011-01-16) |
| X                  | 2011-01-02       | Pink                                         | Raise Your Glass                            | X               | 20 (2011-01-16) |
| X                  | 2011-01-02       | Rasmus Seebach                               | Engel                                       | X               | 43 (2011-01-02) |
| X                  | 2011-01-02       | Petter                                       | Stockholm i mitt hjärta                     | X               | 42 (2011-01-09) |
| X                  | 2011-01-02       | Hurts                                        | All I Want for Christmas Is New Year's Day  | X               | 45 (2011-01-02) |
| X                  | 2011-01-02       | Tinie Tempah feat. Eric Turner               | Written in the Stars                        | X               | 38 (2011-01-09) |
| X                  | 2011-01-02       | Adolphson-Falk                               | Mer jul                                     | X               | 45 (2011-12-25) |
| X                  | 2011-01-02       | September                                    | Resuscitate Me                              | X               | 32 (2011-02-25) |
| X                  | 2011-01-02       | Sean Banan                                   | Puss, puss                                  | X               | 49 (2011-01-02) |
| X                  | 2011-01-02       | Usher feat. Pitbull                          | DJ Got Us Fallin' in Love                   | X               | 48 (2011-01-09) |
| X                  | 2011-01-02       | Chris Rea                                    | Driving Home for Christmas                  | X               | 51 (2011-01-02) |
| X                  | 2011-01-02       | Jay Smith                                    | Here Without You                            | X               | 52 (2011-01-02) |
| X                  | 2011-01-02       | Eliza Doolittle                              | Pack Up                                     | X               | 23 (2011-01-16) |
| X                  | 2011-01-02       | Petter feat. Veronica Maggio                 | Längesen                                    | X               | 47 (2011-01-23) |
| X                  | 2011-01-02       | Melanie Fiona                                | Monday Morning                              | X               | 41 (2011-01-23) |
| X                  | 2011-01-02       | Eric Saade                                   | Manboy                                      | X               | 47 (2011-03-27) |
| X                  | 2011-01-02       | The Killers                                  | Boots                                       | X               | 57 (2011-01-02) |
| X                  | 2011-01-02       | Nelly                                        | Just a Dream                                | X               | 58 (2011-01-02) |
| X                  | 2011-01-02       | Rihanna feat. Drake                          | What's My Name?                             | X               | 39 (2011-01-23) |
| 2011-01-16         | 2011-01-02       | Plura Jonsson                                | Det hon vill ha                             | 07 (2011-01-16) | 60 (2011-01-02) |
| 2011-01-09         | X                | Elisas                                       | Det här är bara början                      | 05 (2011-01-09) | X               |
| 2011-01-09         | X                | Di Leva                                      | Sträck ut din hand                          | 06 (2011-01-09) | X               |
| X                  | 2011-01-09       | Abba                                         | Happy New Year                              | X               | 15 (2011-01-09) |
| X                  | 2011-01-09       | Nadia Ali                                    | Rapture                                     | X               | 41 (2011-01-09) |
| X                  | 2011-01-09       | Minnah Karlsson                              | Twist and Shout                             | X               | 43 (2011-01-16) |
| X                  | 2011-01-09       | Kesha                                        | We R Who We R                               | X               | 45 (2011-01-09) |
| X                  | 2011-01-09       | Akon                                         | Angel                                       | X               | 17 (2011-01-16) |
| X                  | 2011-01-09       | Usher                                        | More                                        | X               | 10 (2011-02-13) |
| X                  | 2011-01-09       | Sarah Dawn Finer                             | Kärleksvisan                                | X               | 51 (2011-02-27) |
| X                  | 2011-01-09       | Katy Perry                                   | Teenage Dream                               | X               | 38 (2011-01-16) |
| X                  | 2011-01-09       | Grotesco                                     | Bögarnas fel                                | X               | 54 (2011-01-09) |
| X                  | 2011-01-09       | Chris Brown                                  | Yeah 3X                                     | X               | 24 (2011-02-13) |
| X                  | 2011-01-09       | Aloe Blacc                                   | I Need a Dollar                             | X               | 56 (2011-01-23) |
| X                  | 2011-01-09       | Martin Solveig feat. Dragonette              | Hello                                       | X               | 16 (2011-02-13) |
| X                  | 2011-01-09       | Taio Cruz                                    | Dynamite                                    | X               | 56 (2011-01-16) |
| X                  | 2011-01-16       | Da Buzz                                      | U Gotta Dance                               | X               | 35 (2011-01-30) |
| X                  | 2011-01-16       | Hoffmaestro & Chraa                          | Highwayman                                  | X               | 12 (2011-10-16) |
| X                  | 2011-01-16       | One Republic                                 | Secrets                                     | X               | 51 (2011-01-16) |
| 2011-03-06         | 2011-01-16       | Salem Al Fakir                               | Split My Personality                        | 04 (2011-03-06) | 45 (2011-02-13) |
| X                  | 2011-01-16       | Lady Antebellum                              | Need You Now                                | X               | 57 (2011-01-16) |
| X                  | 2011-01-16       | Rasmus Seebach                               | Natteravn                                   | X               | 52 (2011-01-30) |
| X                  | 2011-01-16       | Rihanna                                      | S&M                                         | X               | 02 (2011-04-24) |
| X                  | 2011-01-23       | Britney Spears                               | Hold It Against Me                          | X               | 01 (2011-01-23) |
| 2011-05-01         | 2011-01-23       | Roxette                                      | She's Got Nothing On (But the Radio)        | 10 (2011-05-01) | 14 (2011-01-23) |
| 2011-03-13         | 2011-01-23       | The Ark                                      | Breaking Up with God                        | 03 (2011-03-13) | 25 (2011-01-23) |
| X                  | 2011-01-23       | Kent                                         | Utan dina andetag                           | X               | 11 (2011-10-23) |
| X                  | 2011-01-23       | Kanye West & Jay-Z                           | H.A.M                                       | X               | 42 (2011-01-23) |
| X                  | 2011-01-23       | Carolina Wallin Pérez                        | Utan dina andetag                           | X               | 42 (2011-10-23) |
| X                  | 2011-01-23       | Oskar Linnros                                | Genom eld                                   | X               | 25 (2011-05-01) |
| 2011-01-30         | X                | CajsaStina Åkerström & Jack Vreeswijk        | Vår sång                                    | 03 (2011-02-06) | X               |
| 2011-01-30         | X                | Petter                                       | En tuff brud i lyxförpackning               | 10 (2011-01-30) | X               |
| X                  | 2011-01-30       | Rebecca & Fiona                              | Bullets                                     | X               | 06 (2011-01-30) |
| X                  | 2011-01-30       | Robyn vs. Oskar Linnros                      | Dancing on My Own Från och med du           | X               | 12 (2011-01-30) |
| X                  | 2011-01-30       | Adele                                        | Rolling in the Deep                         | X               | 05 (2011-08-28) |
| X                  | 2011-01-30       | E-Type                                       | Back 2 Life                                 | X               | 16 (2011-02-06) |
| X                  | 2011-01-30       | Avril Lavigne                                | What the Hell                               | X               | 38 (2011-02-06) |
| X                  | 2011-01-30       | Johnossi                                     | What's the Point?                           | X               | 45 (2011-01-30) |
| X                  | 2011-01-30       | Tiësto vs. Diplo feat. Busta Rhymes          | C'mon (Catch 'em by Surprise)               | X               | 48 (2011-01-30) |
| X                  | 2011-01-30       | Journey                                      | Don't Stop Believin'                        | X               | 49 (2011-04-03) |
| X                  | 2011-01-30       | Rebound                                      | Psycho                                      | X               | 55 (2011-01-30) |
| 2011-02-06         | X                | Vincent                                      | Baby Hurricane                              | 09 (2011-02-13) | X               |
| X                  | 2011-02-06       | The Pusher                                   | Blinded By the Dark                         | X               | 17 (2011-02-06) |
| X                  | 2011-02-06       | Carola                                       | Suspicious Minds                            | X               | 45 (2011-02-06) |
| X                  | 2011-02-06       | Eva Cassidy                                  | Fields of Gold                              | X               | 38 (2011-11-27) |
| X                  | 2011-02-06       | Familjen                                     | Det var jag                                 | X               | 48 (2011-02-06) |
| X                  | 2011-02-06       | Lykke Li                                     | I Follow Rivers                             | X               | 29 (2011-02-13) |
| X                  | 2011-02-06       | Ellie Goulding                               | Your Song                                   | X               | 37 (2011-02-20) |
| X                  | 2011-02-06       | Pink                                         | F**kin' Perfect                             | X               | 21 (2011-02-27) |
| X                  | 2011-02-06       | Adele                                        | Set Fire to the Rain                        | X               | 01 (2011-10-16) |
| X                  | 2011-02-06       | Jeff Buckley                                 | Hallelujah                                  | X               | 60 (2011-02-06) |
| X                  | 2011-02-13       | Dr. Dre feat. Eminem & Skylar Grey           | I Need a Doctor                             | X               | 25 (2011-02-13) |
| X                  | 2011-02-13       | Itchy Daze                                   | Halo                                        | X               | 33 (2011-02-13) |
| X                  | 2011-02-13       | Lisa Miskovsky                               | Got a Friend                                | X               | 44 (2011-02-13) |
| X                  | 2011-02-13       | Newkid                                       | Turbulens                                   | X               | 47 (2011-02-13) |
| X                  | 2011-02-13       | Killabite                                    | Follow Me Home                              | X               | 49 (2011-02-13) |
| X                  | 2011-02-13       | Eminem                                       | Not Afraid                                  | X               | 54 (2011-02-13) |
| X                  | 2011-02-13       | Danny                                        | In Your Eyes                                | X               | 57 (2011-02-13) |
| X                  | 2011-02-13       | Lisa Miskovsky                               | Loser                                       | X               | 60 (2011-02-13) |
| 2011-02-20         | X                | Håkan Hellström                              | Jag vet vilken dy hon varit i               | 09 (2011-02-27) | X               |
| X                  | 2011-02-20       | Lady Gaga                                    | Born This Way                               | X               | 01 (2011-02-20) |
| 2011-03-06         | 2011-02-20       | Dilba                                        | Try Again                                   | 10 (2011-03-06) | 02 (2011-02-20) |
| X                  | 2011-02-20       | Le Kid                                       | Oh My God                                   | X               | 04 (2011-02-20) |
| 2011-05-15         | 2011-02-20       | Veronica Maggio                              | Jag kommer                                  | 04 (2011-05-15) | 04 (2011-04-24) |
| X                  | 2011-02-20       | Christian Walz                               | Like Suicide                                | X               | 04 (2011-02-27) |
| X                  | 2011-02-20       | Lena Philipsson                              | Idiot                                       | X               | 17 (2011-02-20) |
| X                  | 2011-02-20       | Enrique Iglesias feat. Ludacris & DJ Frank E | Tonight (I'm F**kin' You)                   | X               | 09 (2011-03-06) |
| X                  | 2011-02-20       | Glasvegas                                    | Euphoria, Take My Hand                      | X               | 21 (2011-02-20) |
| X                  | 2011-02-20       | Jonas Matsson                                | On My Own                                   | X               | 26 (2011-02-20) |
| X                  | 2011-02-20       | Maini                                        | Let Me Do Your Time                         | X               | 16 (2011-05-01) |
| X                  | 2011-02-20       | Eric Prydz                                   | Niton (The Reason)                          | X               | 41 (2011-02-20) |
| X                  | 2011-02-20       | Movits!                                      | Sammy Davis, Jr.                            | X               | 56 (2011-02-20) |
| X                  | 2011-02-20       | Gary Moore                                   | Still Got the Blues (for You)               | X               | 58 (2011-02-20) |
| X                  | 2011-02-27       | Erik Hassle                                  | Are You Leaving                             | X               | 18 (2011-02-27) |
| X                  | 2011-02-27       | Sara Lumholdt                                | Enemy                                       | X               | 22 (2011-02-27) |
| X                  | 2011-02-27       | Anniela                                      | Elektrisk                                   | X               | 24 (2011-02-27) |
| X                  | 2011-02-27       | Lena Philipsson feat. Dead by April          | Dancing in the Neonlight                    | X               | 06 (2011-03-06) |
| X                  | 2011-02-27       | Me and My Army                               | The Only One                                | X               | 34 (2011-02-27) |
| X                  | 2011-02-27       | September                                    | Teddybjörnen Fredriksson                    | X               | 35 (2011-02-27) |
| X                  | 2011-02-27       | Sebastian Karlsson                           | No One Else Could                           | X               | 36 (2011-02-27) |
| X                  | 2011-02-27       | Linda Sundblad                               | Lucky You                                   | X               | 39 (2011-02-27) |
| X                  | 2011-02-27       | September                                    | Party in My Head                            | X               | 13 (2011-08-28) |
| X                  | 2011-02-27       | Jessie J                                     | Do It Like a Dude                           | X               | 54 (2011-02-27) |
| X                  | 2011-02-27       | Babsan                                       | Ge mig en spanjor                           | X               | 57 (2011-02-27) |
| X                  | 2011-03-06       | Jennifer Lopez feat. Pitbull                 | On the Floor                                | X               | 01 (2011-03-06) |
| X                  | 2011-03-06       | Danny                                        | In the Club                                 | X               | 01 (2011-03-13) |
| 2011-04-24         | 2011-03-06       | Nicke Borg                                   | Leaving Home                                | 09 (2011-04-24) | 05 (2011-03-13) |
| 2011-04-10         | 2011-03-06       | Linda Bengtzing                              | E det fel på mig                            | 09 (2011-04-10) | 08 (2011-03-13) |
| X                  | 2011-03-06       | Loreen                                       | My Heart Is Refusing Me                     | X               | 03 (2011-03-13) |
| 2011-04-17         | 2011-03-06       | Swingfly                                     | Me and My Drum                              | 05 (2011-04-24) | 02 (2011-04-03) |
| 2011-03-20         | 2011-03-06       | Love Generation                              | Dance Alone                                 | 09 (2011-03-20) | 13 (2011-03-13) |
| 2011-04-03         | 2011-03-06       | Sara Varga                                   | Spring för livet                            | 01 (2011-04-03) | 05 (2011-03-20) |
| 2011-04-17         | 2011-03-06       | Sanna Nielsen                                | I'm in Love                                 | 04 (2011-04-24) | 14 (2011-03-13) |
| X                  | 2011-03-06       | Linda Pritchard                              | Alive                                       | X               | 19 (2011-03-13) |
| 2011-03-27         | 2011-03-06       | Jenny Silver                                 | Something in Your Eyes                      | 05 (2011-03-27) | 21 (2011-03-13) |
| 2011-03-27         | 2011-03-06       | Brolle                                       | 7 Days and 7 Nights                         | 03 (2011-04-10) | 25 (2011-03-20) |
| X                  | 2011-03-06       | Anders Fernette                              | Run                                         | X               | 52 (2011-03-06) |
| 2011-04-17         | 2011-03-06       | The Moniker                                  | Oh My God                                   | 02 (2011-04-17) | 03 (2011-03-20) |
| X                  | 2011-03-06       | Melody Club                                  | The Hunter                                  | X               | 37 (2011-03-13) |
| X                  | 2011-03-06       | Jon & Vangelis                               | I'll Find My Way Home                       | X               | 57 (2011-03-06) |
| X                  | 2011-03-06       | Shirley's Angels                             | I Thought It Was Forever                    | X               | 28 (2011-03-13) |
| X                  | 2011-03-06       | Lillasyster                                  | Så jävla bra                                | X               | 60 (2011-03-06) |
| 2011-05-08         | 2011-03-13       | Eric Saade                                   | Popular                                     | 04 (2011-05-22) | 01 (2011-03-20) |
| 2011-04-24         | 2011-03-13       | Pernilla Andersson                           | Desperados                                  | 08 (2011-05-08) | 18 (2011-03-13) |
| X                  | 2011-03-13       | Britney Spears                               | Till the World Ends                         | X               | 07 (2011-04-24) |
| 2011-04-10         | 2011-03-13       | The Playtones                                | The King                                    | 04 (2011-04-10) | 21 (2011-03-20) |
| X                  | 2011-03-13       | Foo Fighters                                 | Rope                                        | X               | 44 (2011-03-13) |
| X                  | 2011-03-20       | Dynazty                                      | This Is My Life                             | X               | 16 (2011-03-20) |
| X                  | 2011-03-20       | Taio Cruz feat. Kylie                        | Higher                                      | X               | 10 (2011-04-03) |
| X                  | 2011-03-20       | Snoop Dogg vs. David Guetta                  | Sweat                                       | X               | 09 (2011-04-17) |
| X                  | 2011-03-20       | Seremedy                                     | Bulletproof Roulette                        | X               | 47 (2011-03-20) |
| X                  | 2011-03-20       | Ison & Fille                                 | Galen                                       | X               | 57 (2011-03-20) |
| X                  | 2011-03-27       | Katy Perry feat. Kanye West                  | E.T.                                        | X               | 19 (2011-04-17) |
| X                  | 2011-03-27       | LMFAO feat. Lauren Bennet & GoonRock         | Party Rock Anthem                           | X               | 07 (2011-05-01) |
| X                  | 2011-03-27       | George Michael                               | True Faith                                  | X               | 49 (2011-03-27) |
| X                  | 2011-03-27       | Kesha                                        | Blow                                        | X               | 45 (2011-04-03) |
| X                  | 2011-03-27       | Jessie J feat. B.o.B                         | Price Tag                                   | X               | 26 (2011-05-01) |
| X                  | 2011-04-03       | Chris Brown feat. Justin Bieber              | Next to You                                 | X               | 43 (2011-04-03) |
| X                  | 2011-04-03       | Daniel Adams-Ray                             | Lilla lady                                  | X               | 33 (2011-04-24) |
| X                  | 2011-04-03       | Black Eyed Peas                              | Just Can't Get Enough                       | X               | 48 (2011-05-01) |
| X                  | 2011-04-03       | Adele                                        | Someone Like You                            | X               | 03 (2011-10-23) |
| 2011-07-03         | 2011-04-10       | Mohombi feat. Nicole Scherzinger             | Coconut Tree                                | 05 (2011-08-07) | 05 (2011-04-17) |
| X                  | 2011-04-10       | Andreas Wijk                                 | Like My Style                               | X               | 18 (2011-04-10) |
| X                  | 2011-04-10       | Corroded                                     | Age of Rage                                 | X               | 21 (2011-04-10) |
| X                  | 2011-04-10       | Justice                                      | Civilization                                | X               | 22 (2011-04-10) |
| X                  | 2011-04-10       | Chris Medina                                 | What Are Words                              | X               | 02 (2011-08-28) |
| X                  | 2011-04-10       | Alexandra Stan                               | Mr. Saxobeat                                | X               | 05 (2011-05-01) |
| X                  | 2011-04-10       | Cat Stevens                                  | Father and Son                              | X               | 45 (2011-04-10) |
| X                  | 2011-04-10       | Asteroids Galaxy Tour                        | The Golden Age                              | X               | 52 (2011-04-10) |
| X                  | 2011-04-17       | Skellefteå AIK feat. Funky Dan               | Det håller på att hända igen                | X               | 03 (2011-04-17) |
| X                  | 2011-04-17       | Jennifer Lopez feat. Lil' Wayne              | I'm Into You                                | X               | 22 (2011-04-17) |
| X                  | 2011-04-17       | Kate Bush                                    | Deeper Understanding                        | X               | 54 (2011-04-17) |
| X                  | 2011-04-17       | Mauro Scocco                                 | Jag saknar oss                              | X               | 55 (2011-04-17) |
| X                  | 2011-04-17       | Ulrik Munther                                | Boys Don't Cry                              | X               | 60 (2011-04-17) |
| X                  | 2011-04-24       | Lady Gaga                                    | Judas                                       | X               | 01 (2011-04-24) |
| X                  | 2011-04-24       | Jonathan Johansson                           | Blommorna                                   | X               | 24 (2011-04-24) |
| X                  | 2011-04-24       | Sunrise Avenue                               | Hollywood Hills                             | X               | 20 (2011-08-28) |
| X                  | 2011-04-24       | Tove Styrke                                  | High and Low                                | X               | 31 (2011-05-01) |
| X                  | 2011-04-24       | Pitbull feat. Ne-Yo, Afrojack & Nayer        | Give Me Everything                          | X               | 10 (2011-08-28) |
| X                  | 2011-04-24       | Petter feat. Adolphson-Falk                  | Krafter                                     | X               | 48 (2011-04-24) |
| X                  | 2011-04-24       | Justin Bieber feat. Jaden Smith              | Never Say Never                             | X               | 55 (2011-04-24) |
| X                  | 2011-04-24       | Bruno Mars                                   | The Lazy Song                               | X               | 31 (2011-10-23) |
| X                  | 2011-05-01       | Beyoncé Knowles                              | Run the World (Girls)                       | X               | 06 (2011-05-08) |
| X                  | 2011-05-01       | Jennifer Lopez                               | Papi                                        | X               | 22 (2011-05-01) |
| X                  | 2011-05-01       | Views                                        | Recognition                                 | X               | 55 (2011-05-01) |
| X                  | 2011-05-01       | Wiz Khalifa                                  | Black and Yellow                            | X               | 59 (2011-05-01) |
| X                  | 2011-05-08       | Basshunter vs. Big Brother                   | Fest i hela huset                           | X               | 02 (2011-05-08) |
| X                  | 2011-05-08       | Blandade artister                            | Å vi e AIK                                  | X               | 26 (2011-05-08) |
| X                  | 2011-05-08       | Kati Wolf                                    | What About My Dreams                        | X               | 30 (2011-05-08) |
| X                  | 2011-05-08       | Veronica Maggio                              | Satan i gatan                               | X               | 09 (2011-10-30) |
| X                  | 2011-05-08       | Don Omar & Lucenzo                           | Danza kuduro                                | X               | 17 (2011-08-28) |
| X                  | 2011-05-08       | Chris Brown & Benny Benassi                  | Beautiful People                            | X               | 37 (2011-05-08) |
| X                  | 2011-05-08       | Veronica Maggio                              | Mitt hjärta blöder                          | X               | 45 (2011-05-08) |
| X                  | 2011-05-08       | Annie Lennox                                 | Shining Light                               | X               | 47 (2011-05-08) |
| 2011-09-11         | 2011-05-08       | Veronica Maggio                              | Välkommen in                                | 03 (2011-09-11) | 04 (2011-08-28) |
| X                  | 2011-05-08       | Jennifer Lopez                               | (What Is) Love?                             | X               | 59 (2011-05-08) |
| 2011-06-05         | X                | Elisas                                       | En stjärna föll för oss                     | 07 (2011-06-05) | X               |
| 2011-06-12         | X                | Lasse Stefanz                                | Skåneland                                   | 10 (2011-06-12) | X               |
| 2011-06-19         | X                | Nanne Grönvall                               | Kom igen                                    | 07 (2011-06-19) | X               |
| 2011-06-19         | X                | Hoffmaestro & Chraa                          | Memories in Blue                            | 05 (2011-10-23) | X               |
| 2011-06-26         | X                | Martin Stenmarck                             | Tonight's the Night                         | 03 (2011-06-26) | X               |
| 2011-07-03         | X                | Jill Johnson                                 | Song to Heaven                              | 05 (2011-07-17) | X               |
| 2011-07-31         | X                | Helen Sjöholm & Benny Anderssons orkester    | En dag i sänder                             | 01 (2011-08-07) | X               |
| 2011-07-31         | X                | Rolf Wikström & Caroline af Ugglas           | När vi har kommit hem                       | 10 (2011-07-31) | X               |
| 2011-08-07         | X                | Swingfly & Pauline Kamusewu                  | Little Did I Know                           | 08 (2011-08-14) | X               |
| 2011-08-28         | X                | CajsaStina Åkerström                         | Dejtingvisa                                 | 08 (2011-08-28) | X               |
| X                  | 2011-08-28       | Maroon 5 feat. Christina Aguilera            | Moves Like Jagger                           | X               | 01 (2011-08-28) |
| X                  | 2011-08-28       | David Guetta feat. Sia                       | Titanium                                    | X               | 03 (2011-08-28) |
| X                  | 2011-08-28       | Nayer feat. Mohombi & Pitbull                | Suave (Kiss Me)                             | X               | 06 (2011-08-28) |
| X                  | 2011-08-28       | Eric Saade feat. J-Son                       | Hearts in the Air                           | X               | 07 (2011-08-28) |
| X                  | 2011-08-28       | Sak Noel                                     | Loca People                                 | X               | 09 (2011-08-28) |
| X                  | 2011-08-28       | Den svenska björnstammen                     | Vart jag mig i världen vänder               | X               | 04 (2011-09-04) |
| X                  | 2011-08-28       | Mange Makers                                 | Fest hos Mange                              | X               | 15 (2011-08-28) |
| X                  | 2011-08-28       | Lady Gaga                                    | The Edge of Glory                           | X               | 13 (2011-09-04) |
| X                  | 2011-08-28       | Eric Amarillo                                | Om sanningen ska fram                       | X               | 18 (2011-08-28) |
| X                  | 2011-08-28       | Avicii                                       | Fade into Darkness                          | X               | 10 (2011-09-18) |
| X                  | 2011-08-28       | Pitbull feat. Marc Anthony                   | Rain over Me                                | X               | 09 (2011-09-11) |
| X                  | 2011-08-28       | Timbuktu                                     | Resten av ditt liv                          | X               | 15 (2011-09-18) |
| X                  | 2011-08-28       | David Guetta feat. Taio Cruz & Ludacris      | Little Bad Girl                             | X               | 25 (2011-08-28) |
| X                  | 2011-08-28       | Loona                                        | Vamos a la playa                            | X               | 26 (2011-08-28) |
| X                  | 2011-08-28       | The Lonely Island feat. Michael Bolton       | Jack Sparrow                                | X               | 21 (2011-10-09) |
| X                  | 2011-08-28       | Joakim Berg                                  | Det känns perfekt (You Might Think)         | X               | 28 (2011-08-28) |
| X                  | 2011-08-28       | David Guetta feat. Flo Rida & Nicki Minaj    | Where Them Girls At                         | X               | 29 (2011-08-28) |
| X                  | 2011-08-28       | Swedish House Mafia                          | Save the World                              | X               | 23 (2011-10-09) |
| X                  | 2011-08-28       | SOJO                                         | I Remember                                  | X               | 32 (2011-08-28) |
| X                  | 2011-08-28       | Katy Perry                                   | Last Friday Night (T.G.I.F.)                | X               | 34 (2011-08-28) |
| X                  | 2011-08-28       | Rihanna                                      | California King Bed                         | X               | 27 (2011-09-25) |
| X                  | 2011-08-28       | Danny Saucedo feat. The Provider             | Tonight                                     | X               | 37 (2011-08-28) |
| X                  | 2011-08-28       | Rihanna                                      | Man Down                                    | X               | 21 (2011-09-18) |
| 2011-10-16         | 2011-08-28       | Björn Skifs                                  | Break the Spell                             | 01 (2011-10-23) | 40 (2011-08-28) |
| X                  | 2011-08-28       | Lucenzo feat. Big Ali                        | Vem dançar kuduro                           | X               | 41 (2011-08-28) |
| X                  | 2011-08-28       | Eric Amarillo                                | 50 m²                                       | X               | 42 (2011-08-28) |
| X                  | 2011-08-28       | Selena Gomez & the Scene                     | Love You Like a Love Song                   | X               | 45 (2011-08-28) |
| X                  | 2011-08-28       | Britney Spears                               | I Wanna Go                                  | X               | 37 (2011-09-18) |
| X                  | 2011-08-28       | Jedward                                      | Lipstick                                    | X               | 48 (2011-08-28) |
| X                  | 2011-08-28       | Gym Class Heroes feat. Adam Levine           | Stereo Hearts                               | X               | 27 (2011-10-16) |
| X                  | 2011-08-28       | Coldplay                                     | Every Teardrop Is a Waterfall               | X               | 52 (2011-08-28) |
| 2011-09-18         | 2011-08-28       | Robyn                                        | Call Your Girlfriend                        | 04 (2011-09-18) | 25 (2011-11-06) |
| X                  | 2011-08-28       | Shakira feat. Pitbull                        | Rabiosa                                     | X               | 51 (2011-09-04) |
| X                  | 2011-08-28       | Nause                                        | Made Of                                     | X               | 04 (2011-10-23) |
| X                  | 2011-08-28       | Sean Paul feat. Alexis Jordan                | Got 2 Luv U                                 | X               | 58 (2011-08-28) |
| X                  | 2011-08-28       | Pink                                         | Heartbreak Down                             | X               | 57 (2011-09-04) |
| 2011-09-04         | X                | Sanna Nielsen                                | Can't Stop Love Tonight                     | 05 (2011-09-04) | X               |
| X                  | 2011-09-04       | David Guetta feat. Jennifer Hudson           | Night of Your Life                          | X               | 05 (2011-09-04) |
| X                  | 2011-09-04       | Kedjan                                       | Ringar på vattnet                           | X               | 08 (2011-09-04) |
| 2011-10-09         | 2011-09-04       | Melissa Horn                                 | Under löven                                 | 09 (2011-10-09) | 10 (2011-09-04) |
| X                  | 2011-09-04       | Tove Styrke                                  | Call My Name                                | 04 (2011-12-11) | 06 (2011-09-11) |
| X                  | 2011-09-04       | Bad Meets Evil feat. Bruno Mars              | Lighters                                    | X               | 44 (2011-09-04) |
| X                  | 2011-09-04       | Tom Waits                                    | Bad as Me                                   | X               | 56 (2011-09-04) |
| X                  | 2011-09-04       | Kapten Röd                                   | Ju mer dom spottar                          | X               | 30 (2011-10-30) |
| 2011-09-11         | X                | Calaisa                                      | Up to Us                                    | 09 (2011-09-11) | X               |
| X                  | 2011-09-11       | David Guetta feat. Usher                     | Without You                                 | X               | 05 (2011-09-11) |
| X                  | 2011-09-11       | Glass Child                                  | I Will Lead You Home                        | X               | 12 (2011-09-11) |
| X                  | 2011-09-11       | Flo Rida                                     | Good Feeling                                | X               | 09 (2011-09-18) |
| X                  | 2011-09-11       | Mohombi                                      | Maraca                                      | X               | 04 (2011-09-18) |
| X                  | 2011-09-11       | Patti Smith                                  | Because the Night                           | X               | 36 (2011-09-11) |
| X                  | 2011-09-11       | David Guetta & Avicii                        | Sunshine                                    | X               | 41 (2011-09-11) |
| X                  | 2011-09-11       | Beyoncé                                      | Best Thing I Ever Had                       | X               | 43 (2011-09-11) |
| X                  | 2011-09-11       | David Guetta feat. Nicki Minaj               | Turn Me On                                  | X               | 49 (2011-09-11) |
| X                  | 2011-09-11       | Vincent                                      | The Moment I Met You                        | X               | 50 (2011-09-18) |
| X                  | 2011-09-18       | Oleg                                         | Elektropop                                  | X               | 01 (2011-09-18) |
| X                  | 2011-09-18       | Britney Spears                               | Criminal                                    | X               | 08 (2011-10-09) |
| X                  | 2011-09-18       | Caotico with Tove Styrke                     | Brains Out                                  | X               | 32 (2011-09-18) |
| X                  | 2011-09-18       | James Morrison                               | I Won't Let You Go                          | X               | 24 (2011-12-04) |
| X                  | 2011-09-18       | Linnea Henriksson                            | Väldigt kär/Obegripligt ensam               | X               | 48 (2011-09-18) |
| X                  | 2011-09-18       | Jason Derülo                                 | It Girl                                     | X               | 53 (2011-09-18) |
| 2011-09-25         | X                | Roxette                                      | Speak to Me                                 | 03 (2011-10-02) | X               |
| X                  | 2011-09-25       | Coldplay                                     | Paradise                                    | X               | 01 (2011-09-25) |
| X                  | 2011-09-25       | Loreen                                       | Sober                                       | X               | 06 (2011-09-25) |
| X                  | 2011-09-25       | Jessie J                                     | Who You Are                                 | X               | 23 (2011-09-25) |
| X                  | 2011-09-25       | Melissa Horn                                 | Jag saknar dig mindre och mindre            | X               | 29 (2011-09-25) |
| X                  | 2011-09-25       | Tony Bennett & Amy Winehouse                 | Body and Soul                               | X               | 46 (2011-09-25) |
| X                  | 2011-09-25       | Gavin DeGraw                                 | Not Over You                                | X               | 46 (2011-10-02) |
| X                  | 2011-09-25       | Bruno Mars                                   | Marry You                                   | X               | 52 (2011-09-25) |
| X                  | 2011-09-25       | J-Son feat. EllyEve                          | Stop Me                                     | X               | 05 (2011-11-13) |
| X                  | 2011-09-25       | One Republic feat. B.o.B                     | Good Life                                   | X               | 18 (2011-10-23) |
| 2011-10-02         | X                | Manuel Fervenza                              | The Lucky One                               | 03 (2011-10-09) | X               |
| 2011-11-06         | 2011-10-02       | Agnes                                        | Don't Go Breaking My Heart                  | 04 (2011-11-06) | 03 (2011-10-02) |
| X                  | 2011-10-02       | Rihanna & Calvin Harris                      | We Found Love                               | X               | 02 (2011-10-09) |
| X                  | 2011-10-02       | Norlie & KKV                                 | När jag går ner                             | X               | 25 (2011-10-16) |
| X                  | 2011-10-02       | Sanna Martin                                 | Ett troget hjärta                           | X               | 52 (2011-10-02) |
| X                  | 2011-10-02       | Lloyd feat. André 3000 & Lil' Wayne          | Dedication to My Ex (Miss That)             | X               | 25 (2011-12-11) |
| X                  | 2011-10-02       | Kelly Clarkson                               | Mr. Know It All                             | X               | 24 (2011-11-06) |
| X                  | 2011-10-02       | LMFAO                                        | Sexy and I Know It                          | X               | 08 (2011-10-30) |
| X                  | 2011-10-02       | Atlas                                        | Cam Me                                      | X               | 60 (2011-10-02) |
| X                  | 2011-10-09       | Skellefteå AIK feat. Dan & Dom               | Guldet ska hem                              | X               | 13 (2011-10-09) |
| X                  | 2011-10-09       | Enrique Iglesias feat. Pitbull               | I Like How It Feels                         | X               | 22 (2011-10-09) |
| X                  | 2011-10-09       | Bruno Mars                                   | It Will Rain                                | X               | 24 (2011-10-16) |
| X                  | 2011-10-09       | Max Linder                                   | Jag ska stanna hos dig                      | X               | 41 (2011-10-09) |
| 2011-11-13         | 2011-10-09       | Magnus Uggla                                 | Gör mig till din man                        | 04 (2011-11-13) | 26 (2011-10-23) |
| X                  | 2011-10-09       | The Script                                   | The Man Who Can't Be Moved                  | X               | 59 (2011-10-09) |
| X                  | 2011-10-16       | Rebecca & Fiona                              | Jane Doe                                    | X               | 22 (2011-10-16) |
| X                  | 2011-10-16       | Jonathan Johansson                           | Stockholm                                   | X               | 29 (2011-10-16) |
| X                  | 2011-10-16       | Von Benzo                                    | Radio                                       | X               | 30 (2011-10-16) |
| X                  | 2011-10-16       | Takida                                       | You Learn                                   | X               | 03 (2011-11-27) |
| X                  | 2011-10-23       | Maskinen                                     | Krossa alla fönster                         | X               | 10 (2011-10-23) |
| X                  | 2011-10-23       | Nickelback                                   | When We Stand Together                      | X               | 08 (2011-11-06) |
| X                  | 2011-10-23       | Taio Cruz feat. Flo Rida                     | Hangover                                    | X               | 22 (2011-11-06) |
| X                  | 2011-10-23       | Markus Krunegård                             | Jag är en vampyr                            | X               | 33 (2011-10-23) |
| X                  | 2011-10-23       | Samson for President                         | I Can Change                                | X               | 50 (2011-10-23) |
| 2011-10-30         | X                | The Playtones & Calle Kristiansson           | Target                                      | 06 (2011-10-30) | X               |
| X                  | 2011-10-30       | Justin Bieber                                | Mistletoe                                   | X               | 01 (2011-10-30) |
| X                  | 2011-10-30       | Deportees                                    | Islands & Shores                            | X               | 48 (2011-10-30) |
| X                  | 2011-10-30       | Beyoncé                                      | Halo                                        | X               | 49 (2011-10-30) |
| X                  | 2011-10-30       | Girls' Generation                            | The Boys                                    | X               | 58 (2011-10-30) |
| X                  | 2011-10-30       | Lizette &                                    | Taxfree                                     | X               | 59 (2011-10-30) |
| X                  | 2011-10-30       | Nicki Minaj                                  | Super Bass                                  | X               | 60 (2011-10-30) |
| X                  | 2011-11-06       | Coldplay & Rihanna                           | Princess of China                           | X               | 05 (2011-11-06) |
| X                  | 2011-11-06       | Justin Bieber feat. Usher                    | The Christmas Song                          | X               | 11 (2011-11-06) |
| X                  | 2011-11-06       | Porcelain Black                              | Naughty Naughty                             | X               | 28 (2011-11-06) |
| X                  | 2011-11-06       | Jessie J                                     | Domino                                      | X               | 19 (2011-12-04) |
| X                  | 2011-11-06       | The Unguided                                 | Inherit the Earth                           | X               | 49 (2011-11-06) |
| X                  | 2011-11-06       | Enzio & Emilio                               | Soul Train                                  | X               | 55 (2011-11-06) |
| X                  | 2011-11-06       | Kelly Clarkson                               | What Doesn't Kill You (Stronger)            | X               | 57 (2011-11-06) |
| X                  | 2011-11-13       | Laleh                                        | Just nu!                                    | X               | 01 (2011-11-13) |
| X                  | 2011-11-13       | Avicii                                       | Levels                                      | X               | 02 (2011-11-13) |
| X                  | 2011-11-13       | Laleh                                        | Ängeln i rummet                             | X               | 01 (2011-11-20) |
| X                  | 2011-11-13       | Eric Saade feat. DEV                         | Hotter Than Fire                            | X               | 13 (2011-11-13) |
| X                  | 2011-11-13       | Florence and the Machine                     | Shake It Out                                | X               | 17 (2011-11-13) |
| X                  | 2011-11-13       | Lena Philipsson                              | Sensuella Isabella                          | X               | 20 (2011-11-13) |
| X                  | 2011-11-13       | E-Type                                       | Sommaren är kort                            | X               | 23 (2011-11-13) |
| X                  | 2011-11-13       | Eva Dahlgren                                 | Never Again                                 | X               | 26 (2011-11-13) |
| X                  | 2011-11-13       | Eva Dahlgren                                 | Ängeln i rummet                             | X               | 27 (2011-11-13) |
| X                  | 2011-11-13       | Eva Dahlgren                                 | Vem tänder stjärnorna?                      | X               | 37 (2011-11-13) |
| X                  | 2011-11-13       | Pitbull feat. Chris Brown                    | International Love                          | X               | 48 (2011-11-13) |
| X                  | 2011-11-13       | Mikael Wiehe                                 | För att du är här                           | X               | 45 (2011-11-20) |
| X                  | 2011-11-13       | Tobias Foerster                              | Even Angels Cry                             | X               | 56 (2011-11-13) |
| 2011-11-20         | X                | Hagsätra Sport                               | I dag kommer aldrig mer                     | 10 (2011-11-20) | X               |
| X                  | 2011-11-20       | Laleh                                        | Alla vill till himmelen men ingen vill dö   | X               | 02 (2011-11-27) |
| X                  | 2011-11-20       | Nightwish                                    | Storytime                                   | X               | 21 (2011-11-20) |
| X                  | 2011-11-20       | Ryan Adams                                   | Lucky Now                                   | X               | 22 (2011-11-20) |
| X                  | 2011-11-20       | Timbuktu                                     | Alla vill till himmelen men ingen vill dö   | X               | 21 (2011-11-27) |
| X                  | 2011-11-20       | Tomas Ledin                                  | Vem tänder stjärnorna                       | X               | 26 (2011-11-20) |
| X                  | 2011-11-20       | Timbuktu                                     | Kom och håll om mig                         | X               | 35 (2011-11-20) |
| X                  | 2011-11-20       | E-Type                                       | Jag är gud                                  | X               | 36 (2011-11-20) |
| X                  | 2011-11-20       | Zackarias                                    | Psalmen                                     | X               | 41 (2011-11-20) |
| X                  | 2011-11-20       | Lena Philipsson                              | Jag klär av mig naken                       | X               | 48 (2011-11-20) |
| X                  | 2011-11-20       | Timbuktu feat. Chords & Supreme              | Det löser sej                               | X               | 53 (2011-11-20) |
| X                  | 2011-11-20       | First Aid Kit                                | The Lion's Roar                             | X               | 42 (2011-12-04) |
| X                  | 2011-11-20       | Laleh                                        | Live Tomorrow                               | X               | 15 (2011-12-18) |
| 2011-11-27         | X                | Jerry Williams                               | Cancel the Wedding                          | 02 (2011-12-04) | X               |
| X                  | 2011-11-27       | Laleh                                        | På gatan där jag bor                        | X               | 04 (2011-12-04) |
| X                  | 2011-11-27       | Pledge                                       | I Will Love You                             | X               | 13 (2011-11-27) |
| X                  | 2011-11-27       | Timbuktu                                     | Det gör ont                                 | X               | 19 (2011-11-27) |
| X                  | 2011-11-27       | Rihanna                                      | You Da One                                  | X               | 31 (2011-11-27) |
| X                  | 2011-11-27       | E-Type                                       | Det löser sej                               | X               | 39 (2011-11-27) |
| X                  | 2011-11-27       | Hot Chelle Rae                               | Tonight Tonight                             | X               | 31 (2011-12-04) |
| X                  | 2011-11-27       | Mikael Wiehe                                 | Om igen                                     | X               | 33 (2011-12-04) |
| X                  | 2011-11-27       | Eva Dahlgren                                 | Strö lite socker på mig                     | X               | 48 (2011-11-27) |
| X                  | 2011-11-27       | Lena Philipsson                              | The Botten Is Nådd                          | X               | 50 (2011-11-27) |
| X                  | 2011-11-27       | Lana Del Rey                                 | Video Games                                 | X               | 56 (2011-11-27) |
| X                  | 2011-11-27       | Bob hund                                     | Harduingetmankandansatill?                  | X               | 60 (2011-11-27) |
| 2011-12-04         | X                | Elisas                                       | Jag säger som det är                        | 07 (2011-12-18) | X               |
| 2011-12-04         | X                | Eldkvarn                                     | De berömdas aveny                           | 10 (2011-12-04) | X               |
| X                  | 2011-12-04       | Laleh                                        | Here I Go Again                             | X               | 01 (2011-12-11) |
| X                  | 2011-12-04       | Rihanna                                      | Where Have You Been                         | X               | 16 (2011-12-04) |
| X                  | 2011-12-04       | Mikael Wiehe                                 | Jag ropar ditt namn                         | X               | 10 (2011-12-11) |
| X                  | 2011-12-04       | Tomas Ledin                                  | Set the World On Fire                       | X               | 19 (2011-12-11) |
| X                  | 2011-12-04       | James Blunt                                  | Carry You Home                              | X               | 29 (2011-12-04) |
| X                  | 2011-12-04       | Chris Medina                                 | One More Time                               | X               | 34 (2011-12-04) |
| X                  | 2011-12-04       | Rihanna & Jay-Z                              | Talk That Talk                              | X               | 36 (2011-12-04) |
| X                  | 2011-12-04       | E-Type                                       | Kärleken är evig                            | X               | 39 (2011-12-04) |
| X                  | 2011-12-04       | Sean Paul                                    | She Doesn't Mind                            | X               | 30 (2011-12-11) |
| X                  | 2011-12-04       | Eva Dahlgren                                 | Standing In My Rain                         | X               | 50 (2011-12-04) |
| X                  | 2011-12-04       | Nickelback                                   | Lullaby                                     | X               | 57 (2011-12-04) |
| X                  | 2011-12-04       | Tomas Ledin                                  | Dansa i neon                                | X               | 58 (2011-12-04) |
| 2011-12-11         | X                | Sarah Dawn Finer & Samuel Ljungblahd         | Is Anybody There                            | 06 (2011-12-11) | X               |
| X                  | 2011-12-11       | Laleh                                        | Snö                                         | X               | 11 (2011-12-11) |
| X                  | 2011-12-11       | E-Type                                       | Snö                                         | X               | 02 (2011-12-18) |
| X                  | 2011-12-11       | Hurricane Love                               | Serial Liar                                 | X               | 18 (2011-12-11) |
| X                  | 2011-12-11       | Lena Philipsson                              | Live Tomorrow                               | X               | 24 (2011-12-11) |
| X                  | 2011-12-11       | Laleh                                        | Call on Me                                  | X               | 27 (2011-12-11) |
| X                  | 2011-12-11       | Den svenska björnstammen                     | Svalkar vinden                              | X               | 35 (2011-12-11) |
| X                  | 2011-12-11       | Laleh                                        | Bjurö klubb                                 | X               | 38 (2011-12-11) |
| X                  | 2011-12-11       | Laleh                                        | Invisible (My Song)                         | X               | 42 (2011-12-11) |
| X                  | 2011-12-11       | Eva Dahlgren                                 | This Is the Way                             | X               | 43 (2011-12-11) |
| X                  | 2011-12-11       | Timbuktu                                     | Det gör ont                                 | X               | 54 (2011-12-11) |
| X                  | 2011-12-11       | One Direction                                | What Makes You Beautiful                    | X               | 52 (2011-12-18) |
| X                  | 2011-12-11       | Moa Lignell                                  | Make You Feel My Love                       | X               | 59 (2011-12-11) |
| X                  | 2011-12-11       | Tomas Ledin                                  | Bjurö klubb                                 | X               | 57 (2011-12-18) |
| X                  | 2011-12-18       | Amanda Fondell                               | All This Way                                | X               | 01 (2011-12-18) |
| X                  | 2011-12-18       | Joel Alme                                    | Snart skiner Poseidon                       | X               | 03 (2011-12-18) |
| X                  | 2011-12-18       | Timbuktu                                     | Flickan och kråkan                          | X               | 02 (2011-12-25) |
| X                  | 2011-12-18       | Laleh                                        | Fred                                        | X               | 15 (2011-12-25) |
| X                  | 2011-12-18       | Nikita Fox                                   | What Would You Do                           | X               | 25 (2011-12-18) |
| X                  | 2011-12-18       | Mikael Wiehe                                 | Flickan och kråkan                          | X               | 29 (2011-12-18) |
| X                  | 2011-12-18       | Lena Philipsson                              | Vem kan man lita på?                        | X               | 20 (2011-12-25) |
| X                  | 2011-12-18       | Tomas Ledin                                  | Den jag kunde va                            | X               | 28 (2011-12-25) |
| X                  | 2011-12-18       | Eva Dahlgren                                 | Mitt hjärtas fågel                          | X               | 40 (2011-12-18) |
| X                  | 2011-12-18       | Jason Derülo                                 | Fight for You                               | X               | 54 (2011-12-18) |
| X                  | 2011-12-18       | Mikael Wiehe                                 | Den jag kunde va                            | X               | 55 (2011-12-18) |
| X                  | 2011-12-18       | Lil' Wayne feat. Bruno Mars                  | Mirror                                      | X               | 53 (2011-12-25) |
| X                  | 2011-12-18       | Triad                                        | Tänd ett ljus                               | X               | 60 (2011-12-18) |
| 2011-12-25         | X                | Måns Zelmerlöw                               | Kära vinter                                 | 10 (2011-12-25) | X               |
| X                  | 2011-12-25       | Alex Day                                     | Forever Yours                               | X               | 11 (2011-12-25) |
| X                  | 2011-12-25       | Mange Makers                                 | Mange bjuder                                | X               | 13 (2011-12-25) |
| X                  | 2011-12-25       | Swedish House Mafia vs. Knife Party          | Antidote                                    | X               | 14 (2011-12-25) |
| X                  | 2011-12-25       | Michael Bublé                                | It's Beginning to Look a Lot Like Christmas | X               | 51 (2011-12-25) |
| X                  | 2011-12-25       | Mange Makers                                 | Jul hos Mange                               | X               | 57 (2011-12-25) |

## Jazz
- Charlie Haden, Hank Jones – Come Sunday
- Anders Jormin – Songs in Meantone[113]
- Jacob Karlzon – The Big Picture[114]
- Nils Landgren – The Moon, the Stars and You[115]
- Jan Lundgren & Bengt Hallberg – Back 2 Back
- Jan Lundgren – Together Again... at the Jazz Bakery
- Brad Mehldau – Modern Music
- Lina Nyberg – Palaver[116]
- Madeleine Peyroux – Standing on the Rooftop[117]
- John Scofield – A Moments Peace

## Klassisk musik
- Joseph Calleja – The Maltese Tenor
- Jackie Evancho – Dream With Me
- Wynne Evans – A Song In My Heart
- Angela Gheorghiu – Homage to Maria Callas
- Katherine Jenkins – Daydream

## Avlidna

### Januari
- 1 januari – Marin Constantin, 85, rumänsk kompositör.
- 1 januari – Charles Fambrough, 60, amerikansk musiker.[118]
- 1 januari – Flemming Jørgensen, 63, dansk sångare i Bamses Venner.[119]
- 3 januari - Sten Wahlund, 70, svensk operasångare.[120]
- 4 januari - Mick Karn, 52, anglo-cypriotisk basist i Japan.[121]
- 4 januari – Gerry Rafferty, 63, skotsk sångare, musiker och låtskrivare.[122]
- 14 januari - Trish Keenan, 42, brittisk sångare och musiker i Broadcast.[123]
- 17 januari - Sigurjón Brink, 36, isländsk sångare.[124]
- 26 januari - Gladys Horton, 66, amerikansk sångerska i The Marvelettes.[125]
- 29 januari - Milton Babbit, 94, amerikansk jazzkompositör och musikteoretiker. [126]
- 30 januari - John Barry, 77, brittisk kompositör.[127]

### Februari
- 6 februari – Gunnar Bergsten, 65, svensk barytonsaxofonist.[128]
- 6 februari - Per Grundén, 88, svensk operasångare och skådespelare.[129]
- 6 februari – Gary Moore, 58,  nordirländsk sångare och gitarrist.[130]
- 12 februari – Hans Leygraf, 90, svensk pianist, pianopedagog, dirigent och tonsättare.[131]
- 14 februari - George Shearing, 91, brittisk jazzpianist.[132]
- 19 februari - Gunnar Staern, 89, svensk dirigent.[133]
- 22 februari - Laila Westersund, 68, svensk revyartist.[134]
- 22 februari – Agneta Baumann, 66, svensk jazzsångare.[135]

### Mars
- 5 mars - Anna Öst, 100, svensk sångerska.[136]
- 8 mars - Mike Starr, 44, amerikansk basist i Alice in Chains.[137]
- 12 mars - Joe Morello, 82, amerikansk jazztrumslagare.[138]
- 15 mars - Maj Lindström, 88, svensk skådespelare och sångerska.[139]
- 15 mars - Nate Dogg, 41, amerikansk rappare.[140]
- 18 mars - Jet Harris, 71, brittisk basist i The Shadows.[141]
- 19 mars – Åke Johansson, 74, svensk jazzpianist.[142]
- 21 mars - Pinetop Perkins, 97, amerikansk musiker i The Blues Brothers.[143]
- 29 mars - Endre Wolf, 97, svensk-ungersk violinist.[144]

### April
- 2 april - Ragnar "Rock-Ragge" Nygren, 72, svensk sångare i Rockfolket.[145]
- 4 april - Scott Columbus, 54, amerikansk trumslagare i Manowar.[146]
- 7 april - Leif "Burken" Björklund, 68, svensk sångare och dragspelare i Rockfolket.[147]
- 20 april - Gerard Smith, 36, amerikansk basist i TV on the Radio.[148]
- 25 april - Poly Styrene, 53, brittisk musiker och sångare i X-Ray Spex.[149]

### Maj
- 22 maj - Joseph Brooks, 73, amerikansk kompositör.[150]
- 27 maj - Gil Scott-Heron, 62, amerikansk poet och musiker.[151]
- 30 maj – Pia Lang, 77, svensk sångerska i Gals and Pals.

### Juni
- 3 juni - Andrew Gold, 59, amerikansk sångare, låtskrivare och musiker.[152]
- 4 juni – Martin Rushent, 62, brittisk musikproducent.
- 6 juni - Nils-Bertil Dahlander, 83, svensk jazzmusiker.[153]
- 17 juni - Gustaf Kjellvander, 31, svensk sångare, musiker och låtskrivare i The Fine Arts Showcase - bror till Christian Kjellvander.[154]
- 18 juni - Clarence Clemons, 69, amerikansk saxofonist i Bruce Springsteens E Street Band.[155]

### Juli
- 7 juli - Manuel Galbán, 80, kubansk gitarrist i Buena Vista Social Club.[156]
- 9 juli - Michael "Würzel" Burston, 61, brittisk gitarrist i Motörhead.[157]
- 9 juli - Facundo Cabral, 74, argentinsk folksångare.[158]
- 13 juli - Jerry Ragovoy, 80, amerikansk låtskrivare och skivproducent.[159]
- 23 juli – Amy Winehouse, 27, brittisk artist.[160]
- 26 juli - Joe Arroyo, 55, colombiansk sångare och musiker.[161]

### Augusti
- 6 augusti - Marshall Grant, 83, amerikansk basist i Tennesse Two.[162]
- 11 augusti – Jani Lane, 47, amerikansk sångare och låtskrivare i Warrant.[163]
- 13 augusti - Topi Sorsakoski, 58, finländsk sångare.[164]
- 20 augusti - Jonas Redmo, 33, svensk gitarrist i Svensk Pop.[165]
- 22 augusti - Nick Ashford, 69, amerikansk sångare och låtskrivare i Ashford & Simpson.[166]
- 22 augusti - Jerry Lieber, 78, amerikansk kompositör och låtskrivare år bl.a. Elvis Presley.[167]
- 24 augusti - Jack Hayes, 92, amerikansk filmkompositör och dirigent.[168]
- 29 augusti - David "Honeyboy" Edwards, 96, amerikansk bluesgitarrist.[169]

### September
- 2 september - Finn Martin, 49, svensk saxofonist.[170]
- 5 september – Salvatore Licitra, 43, italiensk operasångare.[171]
- 13 september - Mehdi Favéris-Essadi (DJ Mehdi), 34, fransk DJ och skivproducent.[172]
- 16 september - Wille "Big Eyes" Smith, 75, amerikansk bluesmusiker.[173]
- 22 september - Vesta Williams, 53, amerikansk sångerska.[174]

### Oktober
- 5 oktober - Bert Jansch, 67, skotsk sångare och gitarrist.[175]
- 8 oktober – Ingvar Wixell, 80, svensk operasångare.[176]
- 19 oktober - Lars Sjösten, 70, svensk jazzpianist.[177]

### November
- 2 november - Sickan Carlsson, 96, svensk skådespelerska och sångerska.[178]
- 3 november - Arne Bue Jensen, 81, dansk jazztrombonist.[179]
- 3 november - Anders Loguin, 57, svensk trumslagare i Kroumata.[180]
- 8 november - Heavy D, 44, jamaicanskfödd amerikansk rappare och skådespelare.[181]
- 22 november - Paul Motian, 80, amerikansk jazztrumslagare och kompositör.[182]

### December
- 2 december - Bill Tapia, 103, amerikansk ukelelespelare.[183]
- 14 december – Billie Jo Spears, 74, amerikansk countrysångare.
- 15 december - Gurli Lemon-Bernhard, 95, svensk operasångerska.[184]
- 16 december - Bob Brookmeyer, 81, amerikansk jazztrombonist och pianist.[185]
- 17 december - Cesária Évora, 70, kepvardiansk sångerska.[186]
- 26 december – Jonny Blanc, 72, svensk operasångare.[187]

### Fotnoter
1. ↑  ”Marky Chavez Leaves Adema (Again)”. TuneLab. 24 januari 2011. Arkiverad från originalet den 9 juli 2011. https://web.archive.org/web/20110709215425/http://tunelab.com/2011/01/24/marky-leaves-adema-again/. Läst 24 juni 2011.
2. ↑  ”"Immaculate Machine Call It a Day"”. Arkiverad från originalet den 8 januari 2012. https://web.archive.org/web/20120108184427/http://exclaim.ca/News/immaculate_machine_call_it_day.. Exclaim!, 11 februari 2011.
3. ↑  ”Poplight – Melodifestivalen”. Arkiverad från originalet den 2 januari 2011. https://web.archive.org/web/20110102124622/http://poplight.zitiz.se/melodifestivalen/2011.
4. 1 2  ”Shania Twain says she's making new music and preparing to return to stage”. The Canadian Press. http://www.winnipegfreepress.com/arts-and-life/entertainment/music/shania-twain-says-shes-making-new-music-and-preparing-to-return-to-stage-118751509.html. Läst 27 mars 2011.
5. ↑  http://ourvinyl.com/lcd-soundsystems-final-show-msg/
6. 1 2 3  ”CMT : News : Jeff Bridges signs to Blue Note Records”. Country Music Television. http://www.cmt.com/news/news-in-brief/1662262/jeff-bridges-signs-to-blue-note-records.jhtml. Läst 19 april 2011.
7. ↑  ”Dansbandskampen läggs på is”. Svenska Dagbladet. 4 maj 2011. Arkiverad från originalet den 7 maj 2011. https://web.archive.org/web/20110507004323/http://www.svd.se/kultur/dansbandskampen-laggs-pa-is_6137689.svd. Läst 4 maj 2011.
8. ↑  ”Poplight”. 5 april 2011. Arkiverad från originalet den 10 februari 2012. https://web.archive.org/web/20120210142907/http://poplight.zitiz.se/eurovision-song-contest/2011. Läst 11 februari 2012.
9. ↑  Eggenberger, Nicole (6 juni 2011). ”American Idol's Lauren Alaina & Scotty McCreery Sign Major-Label Deals!”. OK Magazine. http://www.okmagazine.com/2011/06/american-idols-lauren-alaina-scotty-mccreery-sign-major-label-deals/.
10. ↑  ”Operasjefen slutter”. Verdens Gang. 6 juni 2011. http://www.vg.no/rampelys/artikkel.php?artid=10086840.
11. ↑  ”Svensk mediedatabas”. http://smdb.kb.se/catalog/id/002732109. Läst 29 juli 2011.
12. ↑  ”Svensk mediedatabas”. http://smdb.kb.se/catalog/id/002735364. Läst 29 juli 2011.
13. ↑  ”Belgium music festival canceled after stage collapse kills 5”. CNN. 19 augusti 2011. Arkiverad från originalet den 19 juli 2011. https://web.archive.org/web/20110719174058/http://articles.cnn.com/2011-07-18/entertainment/cheap.trick.stage_1_severe-weather-stage-collapse-band-cheap-trick?_s=PM%3ASHOWBIZ.
14. ↑  "Saskatoon's the Sheepdogs land cover of Rolling Stone". The Globe and Mail, 1 augusti 2011.
15. ↑  ”Alcazars sista konsert avslutade Pride Kungsan”. QX. http://www.qx.se/pride/18605/alcazars-sista-konsert-avslutade-pride-kungsan. Läst 10 augusti 2011.
16. ↑  ”Josefin snackar med Alcazar innan sista spelningen”. Musikguieden i P3, Sveriges Radio. http://sverigesradio.se/sida/artikel.aspx?programid=4067&artikel=4635121. Läst 10 augusti 2011.
17. ↑  ”Vasabladet”. 14 augusti 2011. Arkiverad från originalet den 25 maj 2012. https://archive.is/20120525042407/http://www.vasabladet.fi/Story/?linkID=167149. Läst 15 augusti 2011.
18. ↑  ”Tusentals kom för att inviga Spira”. Sveriges Radio. 11 november 2011. Arkiverad från originalet den 25 maj 2012. https://archive.is/20120525042555/http://sverigesradio.se/sida/gruppsida.aspx?programid=91&grupp=16298&artikel=4795976. Läst 20 november 2011.
19. ↑  ”Poplight”. 9 december 2010. Arkiverad från originalet den 8 januari 2012. https://web.archive.org/web/20120108014245/http://poplight.zitiz.se/artikel/amanda-fondell-vinnare-av-idol-2011. Läst 12 december 2011.
20. ↑  ”Thorleifs tar farväl med turné” (på svenska). Dagens Nyheter. 22 december 2011. https://www.dn.se/kultur-noje/musik/thorleifs-tar-farval-med-turne/. Läst 26 december 2011.
21. ↑  ”Robyn and Håkan Hellström dominated the Grammy Awards 2011”. Poplight. 2011. Arkiverad från originalet den 16 mars 2012. https://web.archive.org/web/20120316052909/http://poplight.zitiz.se/artikel/robyn-och-hakan-hellstroem-dominerade-grammisgalan-2011. Läst 21 februari 2011.
22. ↑  ”Robyn tog hem Guldmicken”. Sveriges Radio. 22 januari 2011. https://sverigesradio.se/artikel/4300927. Läst 11 maj 2023.
23. ↑  ”Skönsångare - Vocado är årets kör”. SVT Nyheter. 28 januari 2011. https://www.svt.se/nyheter/lokalt/orebro/skonsangare-vocado-ar-arets-kor. Läst 15 maj 2023.
24. ↑  ”Medaljen Litteris et Artibus till Ernman och Mattei”. Dagens Nyheter. 28 januari 2011. https://www.dn.se/kultur-noje/medaljen-litteris-et-artibus-till-ernman-och-mattei/. Läst 15 maj 2023.
25. ↑  ”Vinnarna på Manifestgalan 2011 är nu korade. Se hela listan här.”. GAFFA. 7 februari 2011. https://gaffa.se/nyheter/2011/februari/robyn-million-stylez-och-the-bear-quartet-manifestprisvinnare/. Läst 10 maj 2023.
26. ↑  ”Riccardo Muti får Birgit Nilsson-priset”. SVT Nyheter. 16 mars 2011. https://www.svt.se/kultur/riccardo-muti-far-birgit-nilsson-priset. Läst 9 maj 2023.
27. ↑  ”Andrew Manze tilldelas Schock-priset”. Göteborgs Posten. 21 mars 2011. https://www.gp.se/kultur/kultur/andrew-manze-tilldelas-schock-priset-1.803242. Läst 14 maj 2023.
28. ↑  ”Många kvinnor blad årets jazzkatter”. SVT Nyheter. 25 mars 2011. https://www.svt.se/kultur/manga-kvinnor-bland-arets-jazzkatter. Läst 10 maj 2023.
29. ↑  ”Erik Lindeborg fick Alice Babs pris”. Göteborgs Posten. 16 april 2011. https://www.gp.se/kultur/kultur/erik-lindeborg-fick-alice-babs-pris-1.811138. Läst 9 maj 2023.
30. ↑  ”Sopran får Birgit Nilsson-stipendium”. Blekinge Läns Tidning. 15 april 2011. https://www.blt.se/tt-kultur/sopran-far-birgit-nilsson-stipendium/. Läst 9 maj 2023.
31. ↑  ”Pernilla Andersson får Ulla Billquist-pris”. Svenska Dagbladet. 5 maj 2011. https://www.svd.se/a/e57ee026-45bf-3acf-9e44-bec8ba49e080/pernilla-andersson-far-ulla-billquist-pris. Läst 14 maj 2023.
32. ↑  ”Marianne Hellgren Staykov årets Schymbergstipendiat”. Sundsvalls Tidning. 10 maj 2011. https://www.st.nu/2011-05-10/marianne-hellgren-staykov-arets-schymbergstipendiat. Läst 10 maj 2023.
33. ↑  ”Konsert med jazzlegenden och Guldnålenvinnaren Helge Albin”. Sveriges Radio. 30 maj 2011. https://sverigesradio.se/artikel/4530803. Läst 10 maj 2023.
34. ↑  ”Mats Gustafsson får nordiskt musikpris”. Svenska Dagbladet. 1 juni 2011. https://www.svd.se/a/0f59c66a-689f-3be1-9dd7-efb40442dfff/mats-gustafsson-far-nordiskt-musikpris. Läst 11 maj 2023.
35. ↑  ”Lars Gullin-priset till trumpetare”. Göteborgs Posten. 14 juni 2011. https://www.gp.se/kultur/kultur/lars-gullin-priset-till-trumpetare-1.827836. Läst 11 maj 2023.
36. ↑  ”Bengt Berger får Jan Johansson-stipendium”. Dagens Nyheter. 16 juni 2011. https://www.dn.se/kultur-noje/musik/bengt-berger-far-jan-johansson-stipendium/. Läst 10 maj 2023.
37. ↑  ”Sänd vann Åkerström-stipendiet”. Svenska Dagbladet. 16 juli 2011. https://www.svd.se/a/d042fe9d-d2ba-3e53-90ab-5dbb2fadf8d9/sandh-vann-akerstrom-stipendiet. Läst 10 maj 2023.
38. ↑  ”Olle Ljungström årets Cornelisstipendiat”. Aftonbladet. 7 augusti 2011. https://www.aftonbladet.se/nojesbladet/musik/rockbjornen/a/l1v2WM/olle-ljungstrom-arets-cornelisstipendiat. Läst 10 man 2023.
39. ↑  ”Operapris till Örjan Andersson”. Dagens Nyheter. 18 augusti 2011. https://www.dn.se/kultur-noje/musik/operapris-till-orjan-andersson/. Läst 14 maj 2023.
40. ↑  ”Polarpriset till Patti Smith, Kronos Quartet”. SVT Nyheter. 3 maj 2011. https://www.svt.se/kultur/polarpriset-till-patti-smith-kronos-quartet. Läst 9 maj 2023.
41. ↑  ”Jan Allan får Monica Zetterlund-stipendium”. Dagens Nyheter. 5 september 2011. https://www.dn.se/kultur-noje/musik/jan-allan-far-monica-zetterlund-stipendium/. Läst 11 maj 2023.
42. ↑  ”Rasmussen blev Jenny Lind-stipendiat”. Göteborgs Posten. 14 oktober 2010. https://www.gp.se/kultur/kultur/rasmussen-blev-jenny-lind-stipendiat-1.1042068. Läst 10 maj 2023.
43. ↑  ”Lykke Li fick stimgitarren platina”. SVT Nyheter. 18 oktober 2011. https://www.svt.se/kultur/lykke-li-fick-stimgitarren-platina. Läst 11 maj 2023.
44. ↑  ”"En stor ära" - körledare prisas”. Sveriges Radio. 24 oktober 2011. https://sverigesradio.se/artikel/4762693. Läst 15 maj 2023.
45. ↑  ”Linköping - Underbarnet som blev dirigent”. SVT Nyheter. 31 oktober 2011. https://www.svt.se/nyheter/lokalt/ost/linkoping-underbarnet-som-blev-dirigent. Läst 10 maj 2023.
46. ↑  ”Interpretpris till Dan Laurin”. Dagens Nyheter. 15 november 2011. https://www.dn.se/kultur-noje/musik/interpretpris-till-dan-laurin/. Läst 11 maj 2023.
47. ↑  ”Stort jazzpris till Ljungkvist”. Svenska Dagbladet. 21 november 2011. https://www.svd.se/a/f401c90f-76d9-3750-b67b-326b355c8c05/stort-jazzpris-till-ljungkvist. Läst 11 maj 2023.
48. ↑  ”Samuelsson får tonsättarpris”. Göteborgs Posten. 23 november 2011. https://www.gp.se/kultur/kultur/samuelsson-får-tonsättarpris-1.871660. Läst 14 maj 2023.
49. ↑  ”Läckö slottsopera vinner pris”. Dagens Nyheter. 24 november 2011. https://www.dn.se/kultur-noje/konst-form/lacko-slottsopera-vinner-pris/. Läst 14 maj 2023.
50. ↑  ”Åke och hans värld”. Expressen. 18 december 2011. https://www.expressen.se/kultur/ake-och-hans-varld/. Läst 14 maj 2023.
51. ↑  ”Interpretpris till Jan Risberg”. Sveriges Radio. 20 december 2011. https://sverigesradio.se/artikel/4868064. Läst 14 maj 2023.
52. ↑  ”Adele: "21"”. Dagens Nyheter. 26 januari 2011. https://www.dn.se/kultur-noje/skivrecensioner/adele-21/. Läst 7 maj 2023.
53. ↑  ”Musik som värmer själen”. Svenska Dagbladet. 20 september 2011. https://www.svd.se/a/8c01a642-9fa0-3014-bf26-0f4d23a56f9c/musik-som-varmer-sjalen. Läst 7 maj 2023.
54. ↑  ”Krävande album av Tori Amos”. Upsala Nya Tidning. 5 oktober 2011. https://unt.se/bli-prenumerant/artikel/jp5x43mr/unt-2m2kr_s_22. Läst 7 maj 2023.
55. ↑  ”Hans Appelqvist: "Sjunga slutet nu"”. Dagens Nyheter. 23 november 2011. https://www.dn.se/kultur-noje/skivrecensioner/hans-appelqvist-sjunga-slutet-nu/. Läst 7 maj 2023.
56. ↑  ”Välavvägt om anarki”. Aftonbladet. 20 maj 2011. https://www.aftonbladet.se/nojesbladet/musik/a/a2jp1a/valavvagt-om-anarki. Läst 7 maj 2023.
57. ↑  ”Arctic Monkeys - Suck It And See”. Nöjesguiden. 8 juni 2011. https://ng.se/recensioner/musik/arctic-monkeys-suck-it-and-see. Läst 8 maj 2023.
58. ↑  ”Azure Blue: "Rule of Thirds"”. Dagens Nyheter. 23 november 2011. https://www.dn.se/kultur-noje/skivrecensioner/azure-blue-rule-of-thirds/. Läst 8 maj 2023.
59. ↑  ”Samma ös som förr”. Aftonbladet. 11 maj 2011. https://www.aftonbladet.se/nojesbladet/musik/a/BJymE7/samma-os-som-forr. Läst 8 maj 2023.
60. ↑  ”Beyoncé: "4"”. Expressen. 17 juni 2011. https://www.expressen.se/noje/recensioner/musik/beyonce-4-9/. Läst 8 maj 2023.
61. ↑  ”På guidad tur i Björks hjärna”. Svenska Dagbladet. 11 oktober 2011. https://www.svd.se/a/1ed746f6-3899-377a-a38f-b450265b86ef/pa-guidad-tur-i-bjorks-hjarna. Läst 8 maj 2023.
62. ↑  ”The Black Keys: "El Camino"”. Dagens Nyheter. 7 december 2011. https://www.dn.se/kultur-noje/skivrecensioner/the-black-keys-el-camino/. Läst 8 maj 2023.
63. ↑  ””My life II... the journey continues (act1)” är en smula spretigt”. Aftonbladet. 17 november 2011. https://www.aftonbladet.se/nojesbladet/musik/a/l1O1KM/en-smula-spretigt. Läst 8 maj 2023.
64. ↑  ”bob hund har lyft sig en nivå”. Svenska Dagbladet. 15 mars 2011. https://www.svd.se/a/240eb2f5-3913-366b-a93e-63e85ad329ae/bob-hund-har-lyft-sig-en-niva. Läst 8 maj 2023.
65. ↑  ”Kate Bush: "50 words for snow"”. Dagens Nyheter. 23 november 2011. https://www.dn.se/kultur-noje/skivrecensioner/kate-bush-50-words-for-snow/. Läst 8 maj 2023.
66. ↑  ”Hitmusik som förför arenorna”. Svenska Dagbladet. 25 oktober 2011. https://www.svd.se/a/aa0746e3-3b44-3727-9d02-8b967e05e902/hitmusik-som-forfor-arenorna. Läst 8 maj 2023.
67. ↑  ”För den här behövs ingen skämskudde”. Norrbottens-kuriren. 18 november 2011. https://kuriren.nu/bli-prenumerant/artikel/r44kx19r/nk-2m2kr_s_22. Läst 8 maj 2023.
68. ↑  ”Ginza Musik”. Arkiverad från originalet den 26 april 2011. https://web.archive.org/web/20110426060250/http://www.ginza.se/Product/Product.aspx?Identifier=106606. Läst 13 april 2011.
69. ↑  ”Henric de la Cour: "Henric de la Cour"”. Dagens Nyheter. 20 oktober 2011. https://www.dn.se/kultur-noje/skivrecensioner/henric-de-la-cour-henric-de-la-cour/. Läst 8 maj 2023.
70. ↑  ”Djävulsk effektiv”. Aftonbladet. 11 februari 2011. https://www.aftonbladet.se/nojesbladet/musik/a/e15E94/djavulskt-effektiv. Läst 8 maj 2023.
71. ↑  ”Deportees återerövrar kompetent 80-talspop”. Svenska Dagbladet. 18 oktober 2011. https://www.svd.se/a/d5d4e3ca-71c5-3c45-bedc-6c0a2ba625b5/deportees-atererovrar-kompetent-80-talspop. Läst 8 maj 2023.
72. ↑  ”Information på Danslogen”. Arkiverad från originalet den 20 november 2011. https://web.archive.org/web/20111120141851/http://www.danslogen.se/nyhet/2479/.
73. ↑  ”Fleet Foxes - Helplessness Blues”. Nöjesguiden. 2 maj 2011. https://ng.se/recensioner/musik/fleet-foxes-helplessness-blues. Läst 8 maj 2023.
74. ↑  ”Gör gnistrande guld för arenor”. Aftonbladet. 8 april 2011. https://www.aftonbladet.se/nojesbladet/musik/a/OnEWMk/gor-gnistrande-guld-for-arenor. Läst 8 maj 2023.
75. ↑  ”Franska Trion: "Våra mest älskade julsånger"”. Dagens Nyheter. 21 december 2011. https://www.dn.se/kultur-noje/skivrecensioner/franska-trion-vara-mest-alskade-julsanger/. Läst 8 maj 2023.
76. ↑  ”Charlotte Gainsbourg - Stage Whisper”. Nöjesguiden. 11 januari 2011. https://ng.se/recensioner/musik/charlotte-gainsbourg-stage-whisper-live-and-unreleased. Läst 8 maj 2023.
77. ↑  ”The Fall”. Svenska Dagbladet. 19 april 2011. https://www.svd.se/a/ee13daa7-b2a7-3eb7-bb2c-02094060d331/the-fall. Läst 8 maj 2023.
78. ↑  ”Grytt - En kvinna under påverkan”. Göteborgs Posten. 14 april 2011. https://www.gp.se/kultur/grytt-en-kvinna-under-påverkan-1.810453. Läst 8 maj 2023.
79. ↑  ”Skivrecensioner”. Svenska Dagbladet. 12 juli 2011. https://www.svd.se/a/c4a2fb89-a411-3240-ab6d-b8701bde83f6/skivor-rec-4-svd-1-c-007-kul-1-svdse. Läst 8 maj 2023.
80. ↑  ”Kung Kanye och prins Jay-Z”. Aftonbladet. 11 augusti 2011. https://www.aftonbladet.se/nojesbladet/musik/a/VR4J16/kung-kanye-och-prins-jay-z. Läst 8 maj 2023.
81. ↑  ”Jonathan Johansson: "Klagomuren"”. Dagens Nyheter. 2 november 2011. https://www.dn.se/kultur-noje/skivrecensioner/jonathan-johansson-klagomuren/. Läst 8 maj 2023.
82. ↑  ”Kite: IV”. GAFFA. 19 september 2011. https://gaffa.se/recensioner/2011/september/releases/kite-iv/. Läst 8 maj 2023.
83. ↑  ”B***hen erövrar sitt 80-talsskrot”. Aftonbladet. 18 maj 2011. https://www.aftonbladet.se/nojesbladet/musik/rockbjornen/a/p6nbVW/bitchen-erovrar-sitt-80-talsskrot. Läst 8 maj 2023.
84. ↑  ”Cuba Libre - Lasse Stefanz”. Svensk mediedatabas. Kungliga biblioteket. https://smdb.kb.se/catalog/id/002739522. Läst 22 maj 2017.
85. ↑  ”Lykke Li slåss mot demonerna”. Svenska Dagbladet. 1 mars 2011. https://www.svd.se/a/620e580d-a0b9-33c6-bef7-a00e20e4fff7/lykke-li-slass-mot-demonerna. Läst 8 maj 2023.
86. ↑  ”Looptroop Rockers: "Professional dreamers"”. Dagens Nyheter. 9 mars 2011. https://www.dn.se/kultur-noje/skivrecensioner/looptroop-rockers-professional-dreamers/. Läst 8 maj 2023.
87. ↑  ”Veronica Maggio: "Satan i gatan"”. Dagens Nyheter. 27 april 2011. https://www.dn.se/kultur-noje/skivrecensioner/veronica-maggio-satan-i-gatan/. Läst 9 maj 2023.
88. ↑  ”Edda Magnason”. Svenska Dagbladet. 29 mars 2011. https://www.svd.se/a/03752c36-424d-3f6e-867e-bdaa7cbc134f/edda-magnason. Läst 9 maj 2023.
89. ↑  ”Lou Reed & Metallica - Lulu”. Nöjesguiden. 29 oktober 2011. https://ng.se/recensioner/musik/lou-reed-metallica-lulu. Läst 9 maj 2023.
90. ↑  ”Underbarnet som veteran”. Upsala Nya Tidning. 2 mars 2011. https://unt.se/bli-prenumerant/artikel/r093p69r/unt-2m2kr_s_22. Läst 9 maj 2023.
91. ↑  ”Pascal/Mattias Alkberg: "Allt det här"”. Dagens Nyheter. 13 april 2011. https://www.dn.se/kultur-noje/skivrecensioner/pascalmattias-alkberg-allt-det-har/. Läst 9 maj 2023.
92. ↑  ”Avslappnat R.E.M har slutat oroa sig”. Aftonbladet. 4 mars 2011. https://www.aftonbladet.se/nojesbladet/musik/a/xROlyj/avslappnat-rem-har-slutat-oroa-sig. Läst 9 maj 2023.
93. ↑  ”Radiohead: "The king of limbs"”. Dagens Nyheter. 22 februari 2011. https://www.dn.se/kultur-noje/skivrecensioner/radiohead-the-king-of-limbs/. Läst 9 maj 2023.
94. ↑  ”Rebecca & Fiona - I Love You, Man!”. Nöjesguiden. 15 november 2011. https://ng.se/recensioner/musik/rebecca-fiona-i-love-you-man. Läst 9 maj 2023.
95. ↑  ”Red Hot Chili Peppers: "I'm with you"”. Dagens Nyheter. 31 augusti 2011. https://www.dn.se/kultur-noje/skivrecensioner/red-hot-chili-peppers-im-with-you/. Läst 9 maj 2023.
96. ↑  ”Lekfull Rihanna går på full effekt”. Svenska Dagbladet. 22 november 2011. https://www.svd.se/a/4b893917-b73d-3540-b209-0b2a234c57ce/lekfull-rihanna-gar-pa-full-effekt. Läst 9 maj 2023.
97. ↑  ”Roxettes diskografi”. Arkiverad från originalet den 24 augusti 2011. https://web.archive.org/web/20110824031633/http://www.roxette.se/discography.php.
98. ↑  ”Sahara Hotnights - Sahara Hotnights”. Nöjesguiden. 25 maj 2011. https://ng.se/recensioner/musik/sahara-hotnights-sahara-hotnights. Läst 9 maj 2023.
99. ↑  ”Gör sig bättre på scen”. Aftonbladet. https://www.aftonbladet.se/nojesbladet/musik/a/ngvLxo/gor-sig-battre-pa-scen. Läst 9 maj 2023.
100. ↑  ”So beautiful or so what”. Svenska Dagbladet. 14 april 2011. https://www.svd.se/a/4421b0b9-6949-3587-847a-cb7624531a0a/so-beautiful-or-so-what. Läst 9 maj 2023.
101. ↑  ”St. Vincent: Strange Mercy”. GAFFA. 16 september 2011. https://gaffa.se/recensioner/2011/september/releases/st-vincent-strange-mercy/. Läst 9 maj 2023.
102. ↑  ”PJ Harvey: "Let England shake"”. Dagens Nyheter. 16 februari 2011. https://www.dn.se/kultur-noje/skivrecensioner/pj-harvey-let-england-shake-1/. Läst 9 maj 2023.
103. ↑  ”Disco, 80-talsrock och experimentlusta”. Aftonbladet. 25 mars 2011. https://www.aftonbladet.se/nojesbladet/musik/a/EoRjQA/disco-80-talsrock-och-experimentlusta. Läst 9 maj 2023.
104. ↑  ”Britney Spears - Femme Fatale”. Nöjesguiden. 24 mars 2011. https://ng.se/recensioner/musik/britney-spears-femme-fatale. Läst 9 maj 2023.
105. ↑  ”The Strokes”. Svenska Dagbladet. 15 mars 2011. https://www.svd.se/a/b6c794f8-e4a4-399d-abe1-15f65f5cbe1e/the-strokes. Läst 9 maj 2023.
106. ↑  ”Säkert!: "På engelska"”. Dagens Nyheter. 31 augusti 2011. https://www.dn.se/kultur-noje/skivrecensioner/sakert-pa-engelska/. Läst 9 maj 2023.
107. ↑  ”Timbuktu: "Sagolandet"”. Dagens Nyheter. 8 juni 2011. https://www.dn.se/kultur-noje/skivrecensioner/timbuktu-sagolandet/. Läst 9 maj 2023.
108. ↑  ”Letters to Herbie”. Svenska Dagbladet. 20 september 2011. https://www.svd.se/a/89f28395-030a-3f33-b25a-a3f9c849935c/letters-to-herbie. Läst 9 maj 2023.
109. ↑  ”Mustiga skrönor med Triakel”. Upsala Nya Tidning. 16 mars 2011. https://unt.se/bli-prenumerant/artikel/jokg841l/unt-2m2kr_s_22. Läst 9 maj 2023.
110. ↑  ”Direkt skitbra”. Dagens Skiva. 14 oktober 2011. http://dagensskiva.com/2011/10/14/vanna-inget-allvar/. Läst 9 maj 2023.
111. ↑  ”Bad as me”. Svenska Dagbladet. 25 oktober 2023. https://www.svd.se/a/87675f7c-fc47-3353-b687-b3a3098ac991/bad-as-me. Läst 9 maj 2023.
112. ↑  ”The War On Drugs - Slave Ambient”. Nöjesguiden. 21 augusti 2011. https://ng.se/recensioner/musik/war-drugs-slave-ambient. Läst 9 maj 2023.
113. ↑  ”Jormin, Nelson, Simonson”. Svenska Dagbladet. 25 januari 2011. https://www.svd.se/a/48b2d2e6-2910-392e-8433-8499ab6dc355/jormin-nelson-simonson. Läst 8 maj 2023.
114. ↑  ”Jacob Karlzon 3: "The big picture"”. Dagens Nyheter. 6 april 2011. https://www.dn.se/kultur-noje/skivrecensioner/jacob-karlzon-3-the-big-picture/. Läst 8 maj 2023.
115. ↑  ”The moon, the stars, and you”. Svenska Dagbladet. 23 augusti 2011. https://www.svd.se/a/430c3bde-0915-32f7-af63-fccf84a376a7/the-moon-the-stars-and-you. Läst 8 maj 2023.
116. ↑  ”Kontrastrik och kreativ jazzfantasi”. Svenska Dagbladet. 23 augusti 2011. https://www.svd.se/a/2c4c4f20-5ce7-3f18-a838-691ab0f2c4fc/kontrastrik-och-kreativ-jazzfantasi. Läst 9 maj 2023.
117. ↑  ”En fin röst”. Upsala Nya Tidning. 8 juni 2011. https://unt.se/bli-prenumerant/artikel/jp5gov7r/unt-2m2kr_s_22. Läst 9 maj 2023.
118. ↑  ”Charles Fambrough”. Jassed. Arkiverad från originalet den 13 juli 2011. https://web.archive.org/web/20110713090723/http://www.jassed.com/component/content/article/1/498-charles-fambrough. Läst 2 januari 2010.
119. ↑  ”Sångare i Bamses Venner”. Sydsvenskan. 5 januari 2011. https://www.sydsvenskan.se/2011-01-05/sangare-i-bamses-venner. Läst 7 maj 2023.
120. ↑  ”Sten Wahlund till minne”. Dagens Nyheter. 9 februari 2011. https://www.dn.se/arkiv/familj/sten-wahlund-till-minne/. Läst 7 maj 2023.
121. ↑  ”Mick Karn är död”. GAFFA. 5 januari 2011. https://gaffa.se/nyheter/2011/januari/mick-karn-ar-dod/. Läst 7 maj 2023.
122. ↑  ”Gerry Rafferty död”. SVT Nyheter. 5 januari 2011. https://www.svt.se/kultur/gerry-rafferty-dod. Läst 7 maj 2023.
123. ↑  ”Sångerska död i svininfluensa”. Aftonbladet. 15 januari 2011. https://www.aftonbladet.se/nojesbladet/a/ddLldX/sangerska-dod-i-svininfluensa. Läst 7 maj 2023.
124. ↑  ”Död artists vänner till Schlager-EM”. Göteborgs Posten. 15 februari 2011. https://www.gp.se/kultur/död-artists-vänner-till-schlager-em-1.793833. Läst 7 maj 2023.
125. ↑  ”The Marvelettes frontfigur är död”. Expressen. 28 januari 2011. https://www.expressen.se/noje/the-marvelettes-frontfigur-ar-dod/. Läst 7 maj 2023.
126. ↑  ”Musikpionjär avliden”. Svenska Dagbladet. 30 januari 2011. https://www.svd.se/a/fd5e5c72-0471-3177-a014-7593872491d1/musikpionjar-avliden. Läst 7 maj 2023.
127. ↑  ”John Barry är död”. SVT Nyheter. 31 januari 2011. https://www.svt.se/kultur/john-barry-ar-dod. Läst 7 maj 2023.
128. ↑  ”Jazzsaxofonisten Gunnar Bergsten är död”. Dagens Nyheter. 7 februari 2011. https://www.dn.se/kultur-noje/musik/jazzsaxofonisten-gunnar-bergsten-ar-dod/. Läst 7 maj 2023.
129. ↑  ”Skådespelaren Per Grundén död”. SVT Nyheter. 7 februari 2011. https://www.svt.se/kultur/skadespelaren-per-grunden-dod. Läst 7 maj 2023.
130. ↑  ”Gitarristen Gary Moore är död”. Svenska Dagbladet. 6 februari 2011. https://www.svd.se/a/f9a009a3-1d6c-331a-b8f5-fdc46f0ebed2/gitarristen-gary-moore-ar-dod. Läst 7 maj 2023.
131. ↑  ”Pianisten Hans Leygraf död”. Sveriges Radio. 13 februari 2011. https://sverigesradio.se/artikel/4347064. Läst 7 maj 2023.
132. ↑  ”Jazzpianisten George Shearing död”. Göteborgs Posten. 15 februari 2011. https://www.gp.se/kultur/kultur/jazzpianisten-george-shearing-död-1.793859. Läst 7 maj 2023.
133. ↑  ”Dirigenten Gunnar Staern är död”. Dagens Nyheter. 1 mars 2011. https://www.dn.se/kultur-noje/musik/dirigenten-gunnar-staern-ar-dod/. Läst 7 maj 2023.
134. ↑  ””Yrvädret från Trollhättan” – Laila Westersund död”. SVT Nyheter. 22 februari 2011. https://www.svt.se/nyheter/lokalt/vast/yrvadret-fran-trollhattan-laila-westersund-dod. Läst 7 maj 2011.
135. ↑  ”Agneta Baumann”. Barometern. 1 mars 2011. https://www.barometern.se/minnesord/agneta-baumann/. Läst 7 maj 2023.
136. ↑  ”Den folkkära sångerskan Anna Öst har avlidit”. Dagen. 8 april 2011. https://www.dagen.se/kultur/2011/04/08/den-folkkara-sangerskan-anna-ost-har-avlidit/. Läst 8 maj 2023.
137. ↑  ”Rockstjärnan hittad död - efter Celebrity Rehab”. Aftonbladet. 9 mars 2011. https://www.aftonbladet.se/nojesbladet/musik/a/P3Pvqe/rockstjarnan-hittad-dod--efter-celebrity-rehab. Läst 8 maj 2023.
138. ↑  ”Jazztrummisen Joe Morello är död”. Dagens Nyheter. 14 mars 2011. https://www.dn.se/kultur-noje/musik/jazztrummisen-joe-morello-ar-dod/. Läst 8 maj 2023.
139. ↑  ”Skådespelaren Maj Lindström har avlidit”. Sveriges Radio. 15 mars 2011. https://sverigesradio.se/artikel/4402568. Läst 8 maj 2023.
140. ↑  ”Nate Dogg har avlidit”. SVT Nyheter. 16 mars 2011. https://www.svt.se/kultur/nate-dogg-har-avlidit. Läst 8 maj 2023.
141. ↑  ”Basisten Jet Harris är död”. Göteborgs Posten. 19 mars 2011. https://www.gp.se/kultur/basisten-jet-harris-är-död-1.802958?. Läst 8 maj 2023.
142. ↑  ”Jazzpianisten Åke Johansson är död”. Svenska Dagbladet. 21 mars 2011. https://www.svd.se/a/385e088b-6b01-36a1-a8bd-921cfb6f602a/jazzpianisten-ake-johansson-ar-dod. Läst 8 maj 2023.
143. ↑  ”Bluesmusikern Pinetop Perkins är död”. Dagens Nyheter. 22 mars 2011. https://www.dn.se/kultur-noje/musik/bluesmusikern-pinetop-perkins-ar-dod/. Läst 8 maj 2023.
144. ↑  ”Violinisten Endre Wolf död”. Sydsvenskan. 1 april 2011. https://www.sydsvenskan.se/2011-04-01/violinisten-endre-wolf-dod. Läst 8 maj 2023.
145. ↑  ”Rock-Ragge har avlidit”. Aftonbladet. 2 april 2011. https://www.aftonbladet.se/nyheter/a/OnEjG1/rock-ragge-har-avlidit. Läst 9 maj 2023.
146. ↑  ”Manowars trummis dbd”. Helsingborgs Dagblad. 8 april 2011. https://www.hd.se/2011-04-08/manowars-trummis-dod. Läst 9 maj 2023.
147. ↑  ”Artisten Leif "Burken" Björklund är död”. Dagens Nyheter. 7 april 2023. https://www.dn.se/kultur-noje/musik/artisten-leif-burken-bjorklund-ar-dod/. Läst 9 maj 2023.
148. ↑  ”Gerard Smith död i cancer”. Svenska Dagbladet. 21 april 2011. https://www.svd.se/a/d05e4dbd-4d10-3fba-bc97-d084c13323ad/gerard-smith-dod-i-cancer. Läst 9 maj 2023.
149. ↑  ”Punkikonen Poly Styrene död”. SVT Nyheter. 26 april 2011. https://www.svt.se/kultur/punkikonen-poly-styrene-dod. Läst 9 maj 2023.
150. ↑  ”Joseph Brooks död - tog livet av sig”. Aftonbladet. 23 maj 2011. https://www.aftonbladet.se/nojesbladet/a/zL4Xk5/joseph-brooks-dod--tog-livet-av-sig. Läst 9 maj 2023.
151. ↑  ”Poeten Gil Scott-Heron död”. Dagens Nyheter. 28 maj 2011. https://www.dn.se/kultur-noje/musik/poeten-gil-scott-heron-dod/. Läst 9 maj 2023.
152. ↑  ”Lonely Boy-sångare död”. Svenska Dagbladet. 6 juni 2011. https://blog.svd.se/kultur/2011/06/06/lonely-boy-sangaren-dod/. Läst 10 maj 2023.
153. ↑  ”Nils-Bertil Dahlander är död”. Sveriges Radio. 8 juni 2011. https://sverigesradio.se/artikel/4545174. Läst 10 maj 2023.
154. ↑  ”Gustaf Kjellvander”. SVT Nyheter. 20 juni 2011. https://www.svt.se/kultur/gustaf-kjellvander-ar-dod. Läst 10 maj 2023.
155. ↑  ”Springsteens saxofonist Clemons död”. Expressen. 19 juni 2011. https://www.expressen.se/nyheter/springsteens-saxofonist-clemons-dod/. Läst 10 maj 2023.
156. ↑  ”Gitarr-legendaren Galbán död i hjärtinfarkt”. Sydsvenskan. 10 juli 2011. https://www.sydsvenskan.se/2011-07-10/gitarr-legendaren-galban-dod-i-hjartinfarkt. Läst 11 maj 2023.
157. ↑  ”Motörheads exgitarrist Würzel död”. Dagens Nyheter. 11 juli 2011. https://www.dn.se/kultur-noje/musik/motorheads-exgitarrist-wurzel-dod/. Läst 11 maj 2023.
158. ↑  ”Facundo Cabral mördad i Guatemala”. Sveriges Radio. 10 juli 2011. https://sverigesradio.se/artikel/4595565. Läst 11 maj 2023.
159. ↑  ”Joplins låtskrivare död”. Svenska Dagbladet. 17 juli 2011. https://www.svd.se/a/38737331-9f10-350c-a8e0-3032e40ddefd/joplins-latskrivare-dod. Läst 11 maj 2023.
160. ↑  ”Amy Winehouse är död”. SVT Nyheter. 23 juli 2011. https://www.svt.se/kultur/musik/amy-winehouse-ar-dod. Läst 11 maj 2023.
161. ↑  ”Salsastjärnan Joe Arroyo död”. Dagens Nyheter. 27 juli 2011. https://www.dn.se/kultur-noje/musik/salsastjarnan-joe-arroyo-dod/. Läst 11 maj 2023.
162. ↑  ”Basisten Marshall Grant är död”. Svenska Dagbladet. 9 augusti 2011. https://www.svd.se/a/849e4f78-665c-3d79-a82e-d9603f512ecb/basisten-marshall-grant-ar-dod. Läst 14 maj 2023.
163. ↑  ”Jani Lane död”. Aftonbladet. 12 augusti 2011. https://www.aftonbladet.se/nojesbladet/musik/a/21P71r/jani-lane-dod. Läst 14 maj 2023.
164. ↑  ”Topi Sorsakoski har dött”. YLE. 13 augusti 2011. https://svenska.yle.fi/a/7-447526. Läst 14 maj 2023.
165. ↑  ”De förlorade sin son och bror: "Han dog i onödan"”. Dagens Nyheter. 25 augusti 2011. https://www.dn.se/sthlm/de-forlorade-sin-son-och-bror-han-dog-i-onodan/. Läst 14 maj 2023.
166. ↑  ”Nick Ashford är död”. Expressen. 23 augusti 2011. https://www.expressen.se/noje/nick-ashford-ar-dod/. Läst 14 maj 2023.
167. ↑  ”Elvis låtskrivare död”. SVT Nyheter. 23 augusti 2011. https://www.svt.se/kultur/elvis-latskrivare-dod. Läst 14 maj 2023.
168. ↑  ”Oscarsnominerad kompositör avliden”. Göteborgs Posten. 27 augusti 2011. https://www.gp.se/kultur/oscarsnominerad-kompositör-avliden-1.847164. Läst 14 maj 2023.
169. ↑  ”Bluesveteranen Honeyboy Edwards död”. Dagens Nyheter. 31 augusti 2011. https://www.dn.se/arkiv/kultur/bluesveteranen-honeyboy-edwards-dod/. Läst 14 maj 2023.
170. ↑  ”Svenske finn störtade mot sin död”. Expressen. 4 september 2011. https://www.expressen.se/nyheter/svenske-finn-stortade-mot-sin-dod/. Läst 15 maj 2023.
171. ↑  ”Italiensk tenor dog efter trafikolycka”. Sveriges Radio. 6 september 2011. https://sverigesradio.se/artikel/4681545. Läst 15 maj 2023.
172. ↑  ”DJ Mehdi död i olycka”. SVT Nyheter. 14 september 2011. https://www.svt.se/kultur/dj-mehdi-dod-i-olycka. Läst 15 maj 2023.
173. ↑  ”Bluesmusikern "Big Eyes" Smith död”. Svenska Dagbladet. 17 september 2011. https://www.svd.se/a/17962bad-3d82-3345-8251-25cad6579145/bluesmusikern-big-eyes-smith-dod. Läst 15 maj 2023.
174. ↑  ”Sångerskan Vesta Williams död”. Göteborgs Posten. 24 september 2011. https://www.gp.se/kultur/sångerskan-vesta-williams-död-1.854613. Läst 15 maj 2023.
175. ↑  ”Bert Jansch död”. GAFFA. 5 oktober 2011. https://gaffa.se/nyheter/2011/oktober/bert-jansch-dod/. Läst 15 maj 2023.
176. ↑  ”Operasångaren Ingvar Wixell död”. SVT Nyheter. 10 oktober 2011. https://www.svt.se/nyheter/inrikes/operasangaren-ingvar-wixell-dod. Läst 15 maj 2023.
177. ↑  ”Jazzpianisten Lars Sjösten är död”. Dagens Nyheter. 20 oktober 2011. https://www.dn.se/kultur-noje/musik/jazzpianisten-lars-sjosten-ar-dod/. Läst 15 maj 2023.
178. ↑  ”Sickan Carlsson är död”. SVT Nyheter. 2 november 2011. https://www.svt.se/nyheter/lokalt/stockholm/sickan-carlsson-ar-dod. Läst 16 maj 2023.
179. ↑  ”"Papa Bue" är död”. Sydsvenskan. 3 november 2011. https://www.sydsvenskan.se/2011-11-03/papa-bue-ar-dod. Läst 16 maj 2023.
180. ↑  ”Anders Loguin har avlidit”. Göteborgs Posten. 7 november 2011. https://www.gp.se/kultur/kultur/anders-loguin-har-avlidit-1.866921. Läst 16 maj 2023.
181. ↑  ”Rapstjärnan Heavy D död efter kollaps”. Aftonbladet. 9 november 2011. https://www.aftonbladet.se/nojesbladet/a/5VLmdz/rapstjarnan-heavy-d-dod-efter-kollaps. Läst 16 maj 2023.
182. ↑  ”Jazzlegendaren Paul Motian död”. Svenska Dagbladet. 22 november 2011. https://www.svd.se/a/c997dace-265f-3f7d-aa11-7bb4c970f5c6/jazzlegenden-paul-motian-dod. Läst 16 maj 2023.
183. ↑  ”Ukelelespelare dog 103 år gammal”. SVT Nyheter. 3 december 2011. https://www.svt.se/nyheter/inrikes/ukelelespelare-dog-103-ar-gammal. Läst 16 maj 2023.
184. ↑  ”Gurli Lemon Bernhard”. Dagens Nyheter. 4 februari 2011. https://www.dn.se/arkiv/familj/gurli-lemon-bernhard/. Läst 16 maj 2023.
185. ↑  ”Spelade med Bill Evans och Stan Getz”. Sydsvenskan. 21 december 2011. https://www.sydsvenskan.se/2011-12-21/spelade-med-bill-evans-och-stan-getz. Läst 16 maj 2023.
186. ↑  ”Sångerskan Cesaria Evora död - hedras med två dagars landssorg”. SVT Nyheter. 19 december 2011. https://www.svt.se/kultur/sangerskan-cesaria-evora-dod-hedras-med-tva-dagars-landssorg. Läst 16 maj 2023.
187. ↑  ”Tenoren Jonny Blanc är död”. Göteborgs Posten. 29 december 2011. https://www.gp.se/kultur/kultur/tenoren-jonny-blanc-är-död-1.881569. Läst 16 maj 2023.